# Michael Schumacher
Michael Schumacher (Hürth-Hermülheim, Nyugat-Németország, 1969. január 3. –) német autóversenyző, a Formula–1 hétszeres világbajnoka és a sportág egyik legeredményesebb pilótája. Ő volt a Formula–1 első német világbajnoka, mely  nagy szerepet játszott a sportág németországi népszerűsítésében is. Egy 2006-ban, az FIA (Nemzetközi Automobil Szövetség) által végzett felmérésen a szurkolók a Formula–1 legnépszerűbb versenyzőjének választották.
Miután a Benetton csapattal megnyerte az 1994-es és az 1995-ös világbajnokságot, 1996-ban a Ferrarihoz szerződött, ahol 2000 és 2004 között sorozatban öt világbajnoki címet szerzett. Egyike a sportág hétszeres világbajnokainak, ő nyerte a legtöbb világbajnoki címet, övé a legtöbb versenyben futott leggyorsabb kör. A sportágban egyedülálló módon, a 2002-es évad minden versenyén dobogóra állhatott. A vezetési stílusa gyakran váltott ki vitákat. Kétszer volt részese a világbajnoki címet eldöntő ütközésnek, melyek közül az 1997-es, Jacques Villeneuve-vel történt ütközése után kizárták az az
évi világbajnokságból.
A versenypályán kívül az UNESCO nagykövete és számos humanitárius kezdeményezés résztvevője, valamint a versenyzők biztonságának szószólója volt. Öccse, Ralf Schumacher szintén Formula–1-es pilóta volt. Fia, Mick Schumacher azóta apja és nagybátyja nyomdokaiba lépett.
2013 végén súlyos síbalesetet szenvedett, ami után kómába került. A baleset óta orvosi rehabilitáción vesz részt, visszavonultan él, a nyilvánosság előtt nem mutatkozik.

## Pályafutása
Sohasem tekintettem más versenyzőket a példaképemnek. Nem akarok Ayrton Senna lenni. Mindig is saját magam akartam lenni.

### A Formula–1 előtt
Édesapja kőműves, édesanyja egy kis büfé vezetője volt. Az apa, Rolf Schumacher másodállásban a kerpeni Wolfgang Graf Berghe von Trips gokartpályán dolgozott felügyelőként.
Michael negyedik születésnapjára kapta szüleitől első gokartját. 1975-ben – hatévesen – érte el első jegyzett sikerét: a kerpeni gokart klub bajnoka lett. 1984-ben német junior bajnoki címet szerzett gokartban, amelyet 1985-ben is megismételt és egy junior világbajnoki második helyezéssel is megtoldott. 1986-ban harmadik helyen végzett a német felnőtt gokart bajnokságban és a felnőtt Európa-bajnokságban. 1987-ben német bajnok és Európa-bajnok lett. Már gokartos korában találkozott olyan későbbi Formula–1-es ellenfelekkel, mint Mika Häkkinen vagy Heinz-Harald Frentzen.
1988-ban kezdett el autókkal versenyezni a német Formula König sorozatban. A bajnokság tíz futamából kilencet megnyert, egyen a második helyen végzett. Ugyanebben az évben hatodik helyet szerzett a német Forma–Ford 1600 bajnokságban (a 12 versenyből álló bajnokságban csak 10 futamon vett részt) és második lett a Forma-Ford 1600 Európa-bajnokságban (az 5 versenyből álló bajnokságban 4 versenyén vett részt). Ebben az évben találkozott Willi Weberrel, aki egy német Formula–3-as csapat, a WTS csapatfőnöke volt és fiatal tehetségek felkutatásával foglalkozott. Webernek egy esős futamon tűnt fel Schumacher remek autókontrollja a vizes aszfalton és 1989-re leszerződtette csapatába, valamint menedzsere lett a versenyzőnek.
Első Formula–3-as szezonjában a német bajnokság harmadik helyén végzett Karl Wendlinger és Heinz-Harald Frentzen mögött. Utóbbival pontegyenlősége volt (163 pont), előbbi egy ponttal előzte meg. Ugyanebben a szezonban elindult a Makaói Forma–3-as Világkupán is (amelyen a világ különböző Forma–3-as bajnokságainak legjobbjai mérik össze tudásukat). Az első futamot megnyerte, a másodikban azonban kiesett.
1990-ben megnyerte a német Forma–3-as bajnokságot és a Makaói Világkupát is, ahol Mika Häkkinen volt legnagyobb riválisa. Néhány héttel később a Forma–3-as Fuji Kupát is megnyerte és a Makaó–Fuji duplázással – ami előtte még soha senkinek nem sikerült – 30 ezer dolláros pénzjutalmat kapott.
Ugyanebben az évben az 1989-es Formula–3-as bajnokság első három helyezettje, Wendlinger, Frentzen és Schumacher lehetőséget kapott arra, hogy részt vegyen a Mercedes-Benz pilótaképző programjában, az ún. „junior programban”, amelynek az volt a célja , hogy versenyzőket neveljen ki arra az esetre, ha a stuttgarti gyár beszáll a Formula–1-be (ez 1993-ban történt meg). A három fiatal pilóta a C csoportos sportautó világbajnokságban vett részt a Sauber-Mercedesszel. Kilenc versenyt futottak a sorozatban, egy autót minden versenyen két pilóta vezetett felváltva. A törzspilóta a tapasztalt egykori Formula–1-es versenyző, Jochen Mass volt, míg a fiatalok futamról futamra váltották egymást az oldalán. Négy futamon vett részt Masszal, ebből egyen diszkvalifikálták őket, kettőn második helyet értek el, egyet pedig megnyertek (Mexikóváros). Wendlinger szintén négy versenyt futott le Mass oldalán és az ő kettősük is egy futamot nyert. Wendlinger és ő azonos pontszámmal a bajnokság ötödik helyén végzett, a Sauber-Mercedes pedig csapatvilágbajnok lett. Frentzen csak egy versenyen indult, mivel ebben az évben elhagyta a Mercedest és leszerződött a Jordan Formula–3000-es csapatához.
1991-ben már Wendlinger volt csapattársa, a Sauber-Mercedes azonban rendkívül megbízhatatlan volt. A fiatal kettős nyolc futamból mindössze hármon ért célba – igaz, ebből egyet megnyertek (Autopolis), egyen másodikak lettek, a Le Mans-i 24 órás versenyen pedig – ahol Schumacher futotta meg a verseny leggyorsabb körét – Fritz Kreutzpointnerrel kiegészülve az ötödik helyen végeztek legjobb mercedesesként.
1991-ben „vendégszerepelt” a német túraautó bajnokságban, a DTM-ben és a Japán Forma–3000-ben is. A DTM-ben – ahol szintén a Mercedes színeiben indult – az utolsó futamon ütközött a bajnoki pontversenyben vezető Johnny Cecottóval (BMW) és ezzel önkéntelenül is bajnokká tette márkatársát, Klaus Ludwigot. A Japán Formula–3000-ben a sugói futamon indult el és a második helyen végzett.

### Belépő a Formula–1-be – Jordan

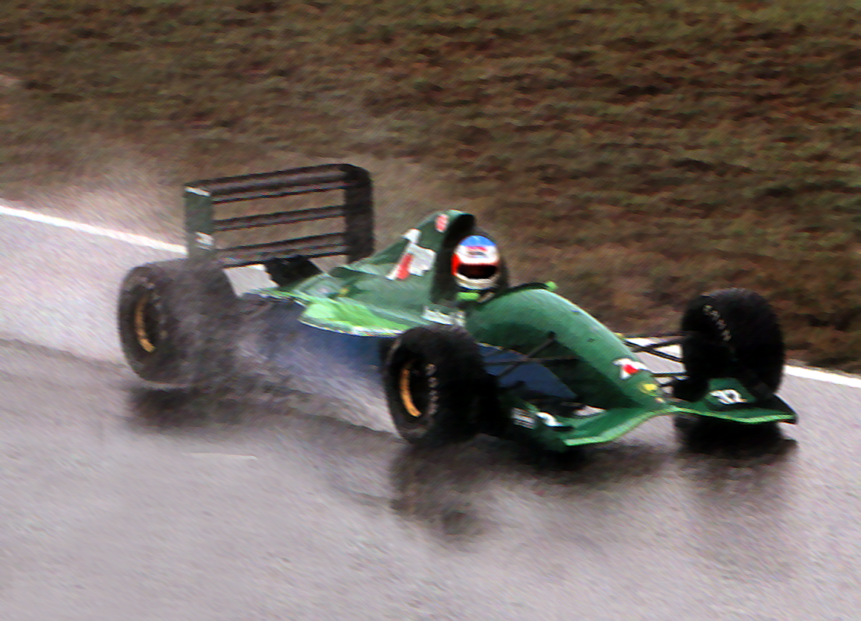
Schumacher Jordannel

1991 végén úgy tűnt, hogy a következő évben a Forma–3000-ben folytatja pályafutását, de menedzsere, Willi Weber az egyik sportautó futamon hírt kapott arról, hogy a Jordan Formula–1-es csapatának versenyzője, Bertrand Gachot Angliában börtönbe került, mivel gázspray-vel lefújt egy taxisofőrt. A Mercedes junior programjának vezetője, Jochen Neerpasch és Willi Weber együtt szervezték meg, hogy tesztelési lehetőséget kaphasson a Jordantől. A német versenyző Silverstone-ban ült először Formula–1-es autóba és a tesztelésen rögtön lenyűgözte gyorsaságával a Jordan vezetőit. A döntés megszületett: ő indulhat a belga nagydíjon Gachot helyetteseként.
Bár még sosem járt korábban a Spa-Francorchamps-i Formula–1-es pályán (ezzel szemben menedzsere azt mondta a Jordannek, hogy igen) és első „éles bevetése” előtt mindössze egy Formula–1-es teszten vett részt, a belga nagydíj időmérő edzésén mégis a remek hetedik rajtkockát szerezte meg és több, mint egy másodpercet vert tapasztalt csapattársára, Andrea de Cesarisra. A versenyen aztán kuplunghiba miatt 400 méter után kiesett, az edzéseken nyújtott teljesítménye mégis elég volt ahhoz, hogy felfigyeljen rá a Benetton csapat, és a következő futamtól leszerződtesse.
A csapatváltás körülményei meglehetősen zavarosak voltak. A Jordan első versenye előtt aláíratott vele egy szándéknyilatkozatot, amely szerint a futam után alá fog írni egy szerződést a Jordannel. A Mercedes junior programjának vezetője, Jochen Neerpasch telefonon arra utasította, hogy a szándéknyilatkozat szövegét módosítsa és úgy írja azt alá. Ekkor még mindig a Mercedes versenyzője volt, és az ő szolgálataiért, valamint némi pénzért cserébe a stuttgarti gyár reklámfelületet kapott volna a Jordan autóin. Mivel a Mercedesnek fizetnie kellett volna a Jordannek azért, hogy náluk versenyezzen, nem akarták, hogy a pilóta hosszú távra elkötelezze magát az ír csapat mellett, különösen annak tükrében, hogy a Benetton fizetni is hajlandó lett volna érte, így a német pilóta második versenyétől utóbbi istállónál folytatta pályafutását.

### Benetton

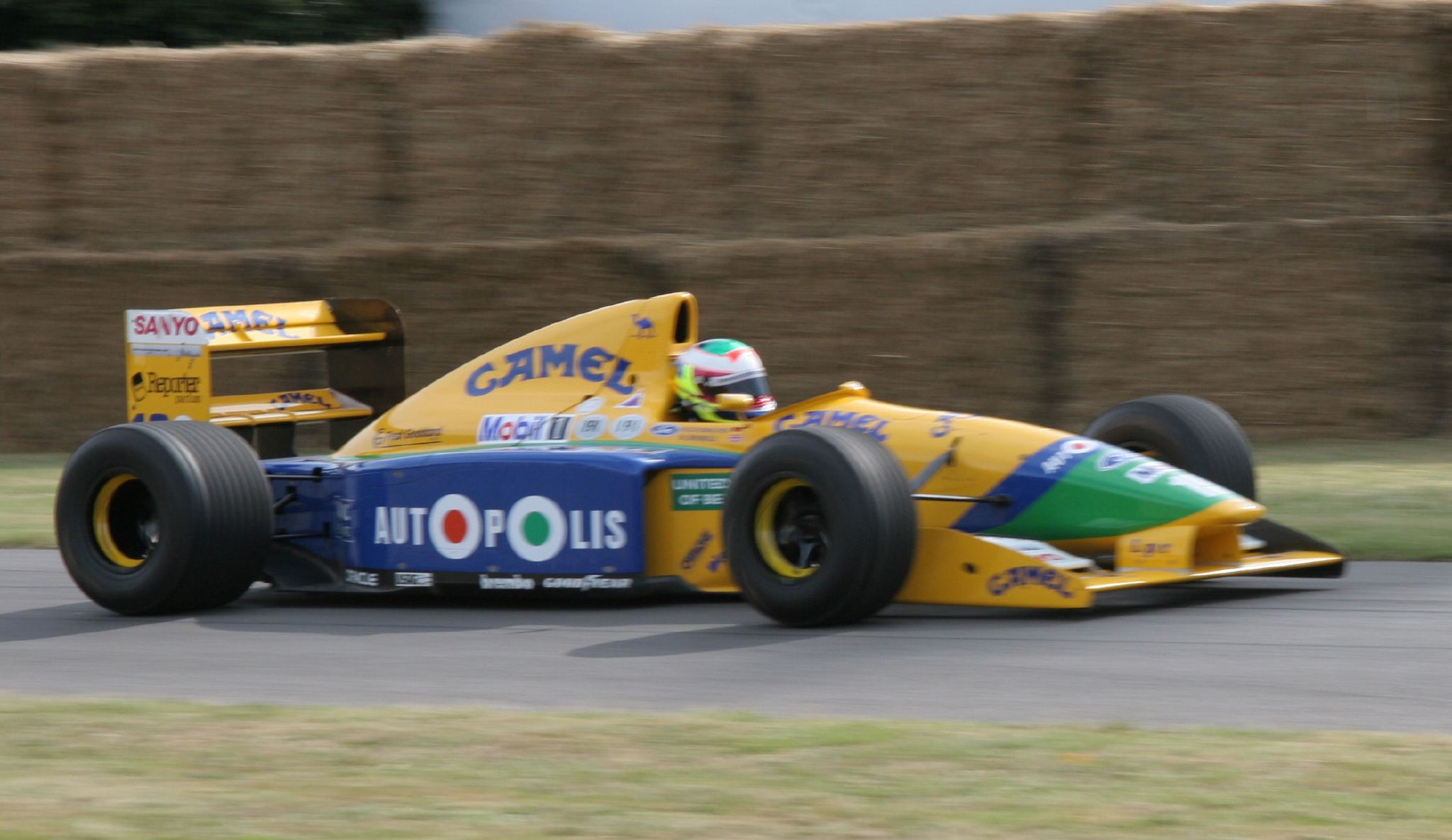
Első Benettonja 1991-ben, a B191

1991-ben öt versenyen vett részt a Benetton-Ford színeiben. Csapattársa, a háromszoros világbajnok, Nelson Piquet volt, aki öt közös időmérő edzésükből mindössze egyszer tudta megverni az újoncot. Ebből az öt futamból a német pilóta egyszer az ötödik, kétszer a hatodik helyen végzett, kétszer pedig kiesett.
1991 végén Piquet visszavonult, helyére a szintén nagy tapasztalatokkal rendelkező brit Martin Brundle került. 1992 második futamán, Mexikóvárosban állhatott fel először a Formula–1-es dobogóra: a harmadik helyen végzett. A szezon 16 futamából összesen nyolcszor került a dobogóra – egyszer, az esős belga nagydíjon, annak legfelső fokára.
Első teljes Formula–1-es szezonjában 53 ponttal a világbajnoki pontverseny harmadik helyén végzett a Williams-Renault-k mögött, de Ayrton Senna (McLaren-Honda) előtt.
1993-ban a Williams-Renault továbbra is a legerősebb volt, így Alain Prost fölényesen nyerte meg vele a világbajnokságot. Schumacher minden futamon dobogóra állt, amelyen célba ért, ám hét alkalommal kiesett (vezetői hibák és műszaki hibák egyaránt voltak az okok között), így a szezon végén 52 ponttal „csak” negyedik lett Prost, Senna (McLaren-Ford) és Damon Hill (Williams-Renault) mögött. Egy futamot nyert: az estorili portugál nagydíjat.

#### 1994 – az első világbajnoki cím

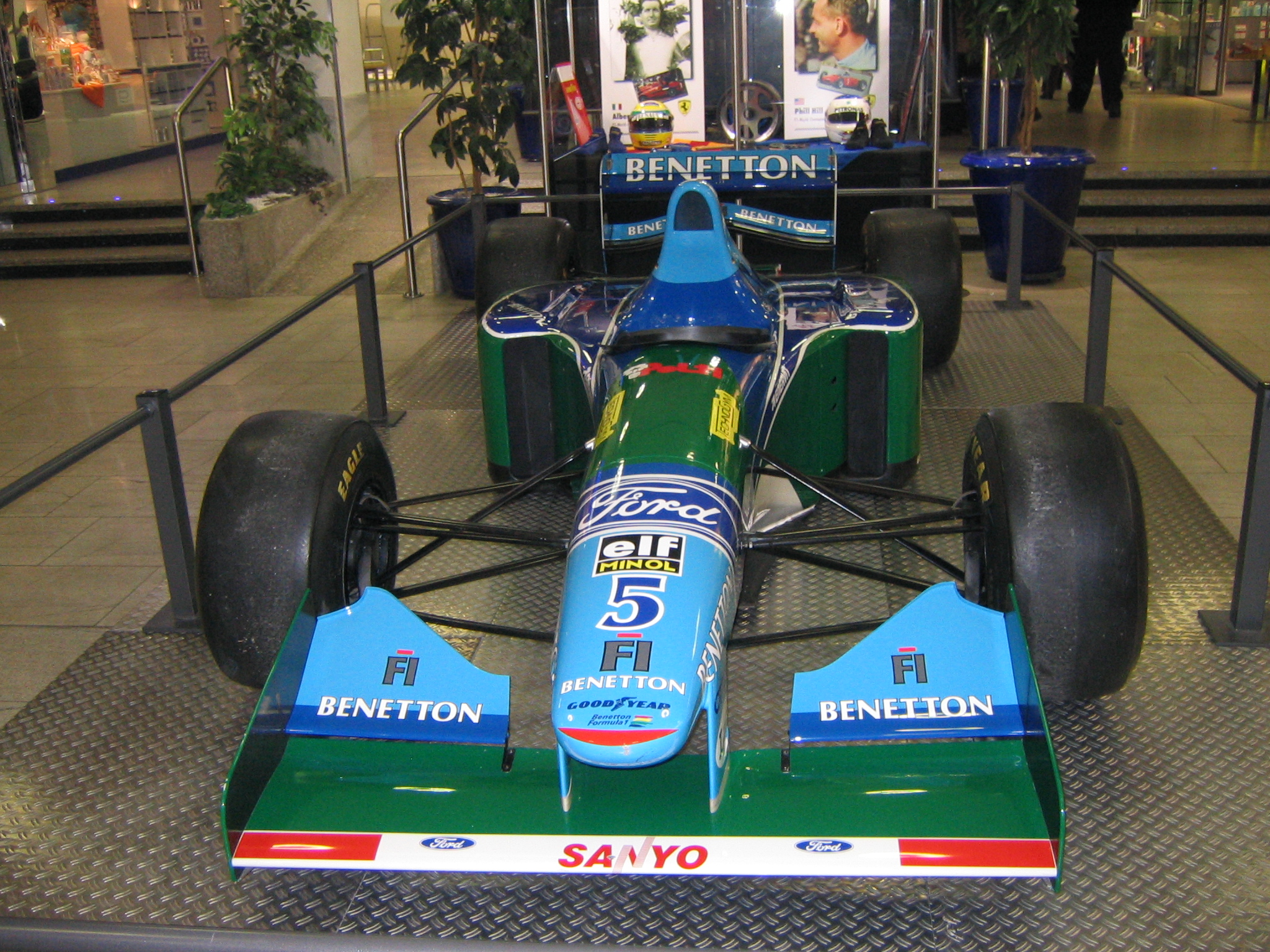
Schumacher Benettonja 1994-ből

Az 1994-es szezont megelőzően megváltozott néhány szabály a Formula–1-ben – például betiltották az elektronikus pilóta-segédeszközöket, az ABS-t és a kipörgésgátlót –, amivel az volt a szabályalkotók célja, hogy ismét jobban előtérbe kerüljenek a versenyzői képességek. Egy másik fontos változás volt, hogy a háromszoros világbajnok, Ayrton Senna a Williams-Renault-hoz szerződött, s ennek a kettősnek sokan már előre „odaadták” a világbajnoki címet.
Az első két futamot – a brazil nagydíjat és a csendes-óceáni nagydíjat – megnyerte, miközben riválisa, Senna nem szerzett pontot (az első versenyen kipördült a második helyről, a másodikon pedig a rajtnál hátulról beleszaladt Mika Häkkinen, és kiesett).
1994 harmadik versenye, a San Marinói Nagydíj minden idők egyik legtragikusabb Formula–1-es hétvégéjeként vonult be a sporttörténelembe. Az egyik pénteki szabadedzésen Rubens Barrichello (Jordan) szenvedett súlyosnak tűnő, de végül is szerencsés kimenetelű balesetet, másnap pedig az osztrák Roland Ratzenberger (Simtek) az időmérő edzésen életét vesztette. A vasárnapi futamon folytatódott a tragikus sorozat: a hetedik körben, a Tamburello-kanyarban a vezető pozícióban lévő Senna autója kiszaladt a pályáról és nagy sebességgel a betonfalnak ütközött. Senna a kórházba szállítás után belehalt sérüléseibe. A versenyt Schumacher nyerte meg. Néhány órával az eredményhirdetés utánig a pilóták és a nézők nem értesültek Senna halálhíréről.
Senna halála után a Williams-Renault másik versenyzője, az angol Damon Hill lett legnagyobb ellenfele. A német pilóta Monte-Carlóban megszerezte pályafutása első rajtkockáját és megnyerte a futamot. Barcelonában „csak” a második helyen végzett Hill mögött – mivel a futam nagy részét ötösben beragadt váltóval kellett megtennie. A következő két versenyen, Montrealban és Magny-Cours-ban ismét nyert.
Ekkor már 66 pontja volt szemben Hill 29-ével – Silverstone-ban azonban jött a fordulat: Schumacher a felvezető körben megelőzte Hillt. Noha később ismét maga elé engedte az angolt, öt másodperces stop-and-go büntetésre ítélték, amit azonban csapatvezetői utasításra nem ment ki letölteni a boxba, mivel a büntetést a megszabott határidőn túl rótták ki rá, tehát már érvénytelen volt. Később mégis letöltötte, és a második helyen célba ért Hill mögött, ám az incidens miatt fekete zászlóval kizárták a versenyből, sőt, további két futamtól eltiltották. Mivel azonban a Benetton fellebbezett az ítélet ellen (amely fellebbezést elutasítottak), a büntetés letöltésére csak később – az Olasz és a portugál nagydíjon – került sor.
A brit nagydíjat követő német nagydíjon motorhiba miatt kiesett, a magyar nagydíjon pedig nyert. Megnyerte az utána következő belga nagydíjat is, ám erről a futamról is diszkvalifikálták, mert a versenybíróság megállapította, hogy a Benetton aljára szerelt fenéklemez vastagsága több, mint egy milliméterrel kisebb volt a szabályosnál. A Benetton azzal védekezett, hogy a fenéklemez akkor kopott le, amikor Schumacher egy alkalommal megpördült a rázókövön, de ezt a magyarázatot nem fogadták el, mivel elmondásuk szerint a kanyarban nem találtak darabokat a fenéklemezre szerelt falapból, ami azt tekintve, hogy 18 kört futottak még ott, nem meglepő.
Ezután jött az Olasz és a portugál nagydíj, amelyen nem vett részt (szakkommentátorként működött közre a német RTL-en). Riválisa, Hill mindkét futamot megnyerte, így hátránya egy pontra csökkent Schumacherhez képest a pontversenyben.
A visszatérése utáni első versenyt megnyerte a spanyolországi Jerezben, ám a kaotikus japán nagydíjon csak második lett Hill mögött, így a döntés az utolsó futamra maradt az ausztráliai Adealaide-ben. Ezen a versenyen az élen haladt, amikor elkövetett egy vezetői hibát, kiszaladt a pályáról és nekikoccantotta autóját egy betonfalnak. Amikor visszatért a pályára, Hill megpróbálta kihasználni a pillanatnyi megingást és belül elmenni mellette, a következő jobbkanyarban azonban összeütköztek. Schumacher azonnal kiesett, míg Hill tovább tudott menni. Néhány pillanattal később az angol pilóta a boxba hajtott, ahol megállapították, hogy az ütközés következtében eltört autója bal első kerékfelfüggesztése, és nem tud továbbmenni. A világbajnoki cím így Schumacheré lett.
1994-ben a 16 futamból csak 14-en vett részt, ráadásul ebből is kétszer diszkvalifikálták, mégis nyolc versenyt nyert meg és 92 pontot szerzett. Ezzel ő lett a sportág történetének első német világbajnoka.

#### 1995 – a második világbajnoki cím
1995-re a Benetton lecserélte a V8-as Ford motort ugyanarra a V10-es Renault-ra, amelyet a Williams is használt.

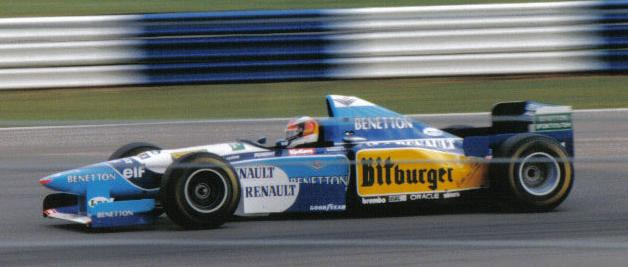
A brit nagydíjon a Benetton B195-tel

A szezon újabb botránnyal indult, amikor a szezonnyitó brazil nagydíjon őt és David Coulthardot (Williams-Renault) kizárták szabálytalan üzemanyag használata miatt. Mint kiderült, a Benettonnak és a Williamsnek is üzemanyagot szállító francia Elf cég követte el a hibát (csapattársaikat csak azért nem zárták ki, mert ők nem értek célba). A két csapat fellebbezett, és végül az a döntés született, hogy a versenyzők az egyéni világbajnokságban megtarthatják eredményüket és pontjaikat, ám a konstruktőri bajnokságba azok nem számítanak bele.
A Benetton 195-ös, a csapat 1995-ös autója rendkívül nehezen kezelhető autó volt – ezt később Gerhard Berger és Jean Alesi is megerősítették, amikor év végén tesztelték azt. Ennek ellenére kilenc futamot nyert ebben a szezonban és összesen 102 ponttal fölényesen megnyerte második világbajnoki címét. Jellemző képe volt a szezonnak, hogy az időmérő edzéseket általában a Williams versenyzői, Hill és Coulthard dominálták, ám a versenyeken rendre ő diadalmaskodott.
Különösen emlékezetes volt a német nagydíj, ahol – a németek között is – először nyert hazai pályán. A belga nagydíjon a 16. helyről indulva mindössze néhány kör alatt előre küzdötte magát, és egy változatos versenyen, kemény csatában utasította maga mögé Hillt, és győzött. A Nürburgringen, melyen akkor az európai nagydíjat rendezték, az elején Hill-lel egy körön belül előzték egymást oda-vissza. A végén a német versenyző 12 kör alatt 17 másodperces hátrányt dolgozott le a vezető Alesivel szemben, és egy kockázatos, ám annál látványosabb előzéssel utasította maga mögé a Veedol-sikánban, annak ellenére, hogy azzal is növelte volna előnyét a Vb-pontversenyben, ha csak második helyen biztonságosan célbaviszi az autót.
Ebben a szezonban is voltak összezördülések Hill-lel. Az első Silverstone-ban, amikor Hill megpróbálta megelőzni, ütköztek, és mindketten kiestek; a második Monzában, amikor a japán Inoue Takit körözték le, Hill későn fékezett és hátulról beleszaladt Schumacher Benettonjába. Ismét mindketten kiestek.
A békülés pillanata volt azonban, amikor Hill a pálya széléről sportszerűen megtapsolta nürburgringi teljesítményét.

### Ferrari
1996-ban elhagyta a Benettont és az akkor gyengébb Ferrarinál folytatta Formula–1-es pályafutását. Az olasz csapat ugyan a sport leghagyományosabb istállója, ám akkor már 1979 óta nem tudtak egyéni világbajnokságot nyerni.
A csapatfőnök, Jean Todt már 1993-ban elkezdte az istálló struktúrájának újjászervezését, és Schumacher egy újabb fontos eleme volt ennek az építkezésnek. Úgy tartották róla, hogy rendkívüli módon képes motiválni, ösztönözni a körülötte lévő munkatársakat és igazi csapatember. A fejlesztések szempontjából különösen értékes volt jó technikai érzéke és az a képessége, hogy tapasztalatait megfelelően is tudta kommunikálni a mérnököknek.

#### 1996

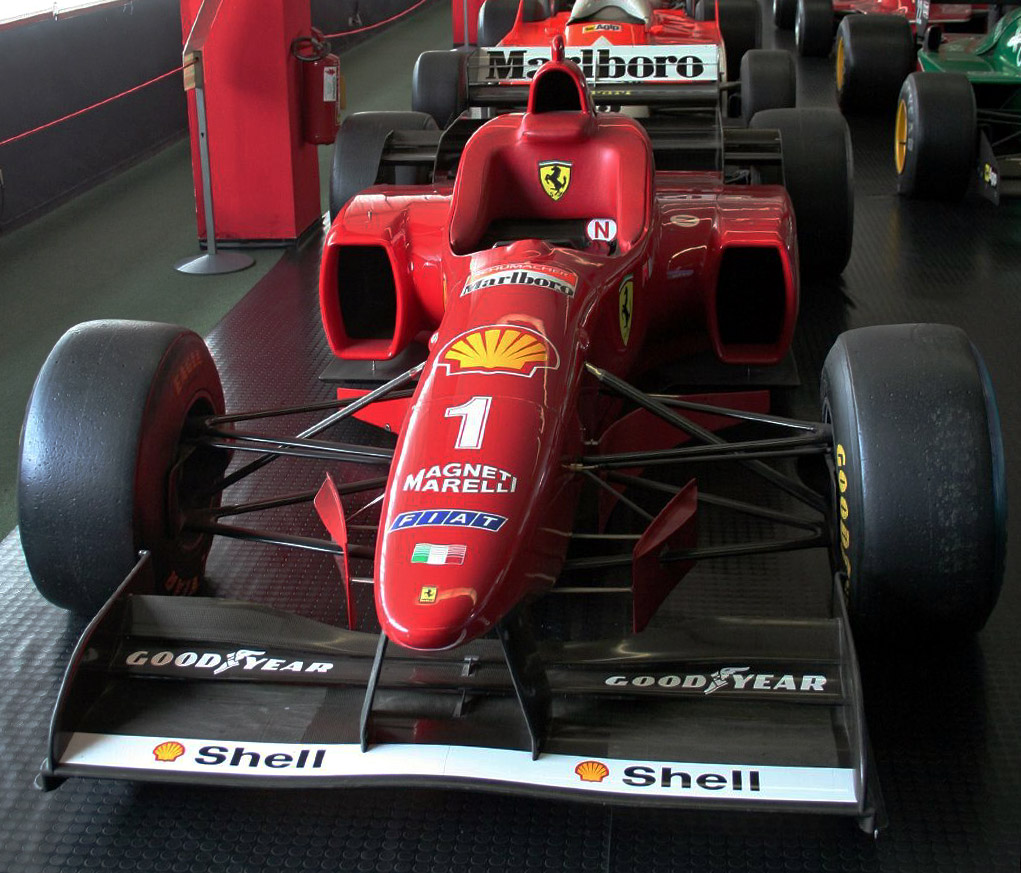
F310, a Ferrari 1996-os autója

Tisztában volt vele, hogy 1996-ban nem fog a világbajnoki címért küzdeni, mert erre a Ferrari akkor még nem érett meg. A John Barnard által tervezett F310-es valóban hibás konstrukciónak bizonyult, ráadásul nagyon megbízhatatlan volt. A szezon tizenhat versenyéből öt alkalommal esett ki valamilyen műszaki hiba miatt – Franciaországban például már a felvezető körben megadta magát a motor, pedig az első rajtkockából indult volna. Ennek ellenére a német pilóta nyert három versenyt – Barcelona, Spa-Francorchamps, Monza –, amelyek közül különösen az első emlékezetes. Ezen a szakadó esőben tört az élre és óriási fölénnyel nyert. A monzai diadal érzelmi szempontból jelentett áttörést számára és az olasz Ferrari-szurkolók (tifosi) kapcsolatában, akik addig meglehetősen hűvösen álltak hozzá.
Első Ferrari-szezonjában a világbajnokság harmadik helyén végzett a két Williams mögött, 59 ponttal.

#### 1997

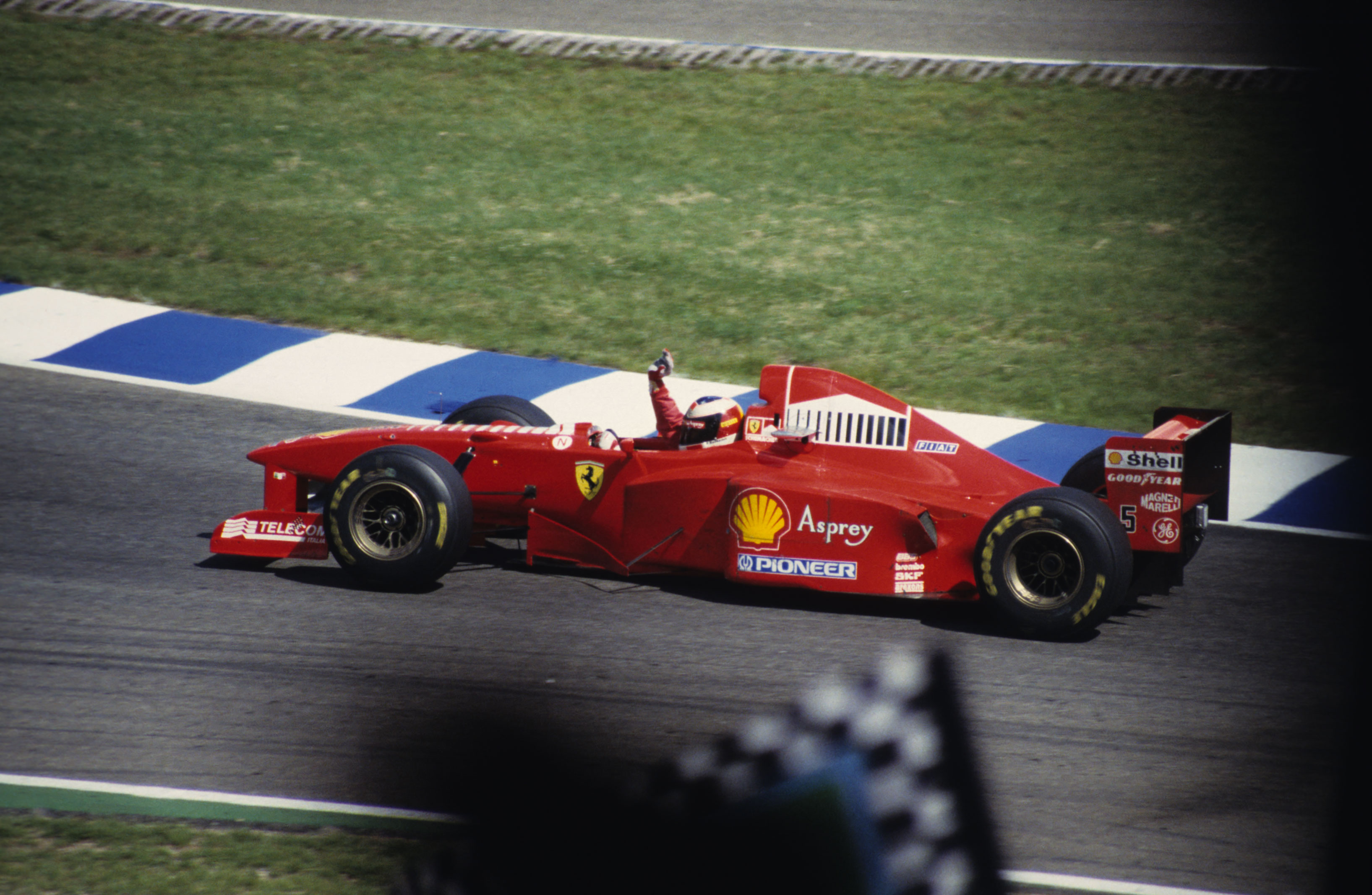
Michael 1997-ben, a Ferrarival

1997-ben további erősítést kapott a Ferrari. Egy évvel saját csapatváltása után Rory Byrne főmérnök és Ross Brawn technikai igazgató is követték a Benettontól az olasz istállóhoz. Legnagyobb ellenfelének ezúttal Jacques Villeneuve bizonyult, aki 1996 elején érkezett a Williams-Renault-hoz az amerikai IndyCar bajnokaként. Schumacher első futamát a szezon során Monte-Carlóban nyerte, majd ezt még négy diadal követte az év végéig (Montreal, Magny-Cours, Spa-Francorchamps, Suzuka). A világbajnoki cím sorsa közte és Villeneuve között az utolsó futamon, Jerezben dőlt el. A versenyt megelőzően egy ponttal vezetett kanadai vetélytársa előtt a pontversenyben. Az időmérő edzésen ő, Villeneuve és Villeneuve csapattársa, Heinz-Harald Frentzen ezredmásodpercre azonos idővel (1:21.072) kvalifikálta magát, de mivel közülük a kanadai futotta meg ezt az időt elsőként, ő indulhatott a pole-pozícióból, Schumacher a második rajtkockából, míg Frentzen a harmadikból.
A futam nagy részében vezetett, ám az utolsó kerékcseréjénél egy rossz garnitúra gumit kapott, és drasztikusan lelassult. Villeneuve ezt kihasználta, és utolérte a Ferrari pilótáját, majd a 48. körben előzésre szánta el magát. Villeneuve bebújt mellé, a német azonban befelé húzta az autóját, így összeütköztek. Schumacher kiesett, Villeneuve pedig továbbment és megnyerte a világbajnokságot.
Az eset érdekessége, hogy a kanadai versenyző San Marinóban kapott egy felfüggesztett büntetést, amely azt tartalmazta, hogy ha még egyszer előz az év során sárga zászló alatt, eltiltják a következő versenytől. Villeneuve a japán nagydíj edzésén előzött, ennek ellenére nem eltiltották a jerezi versenytől, hanem elvették a 2 pontját, amit Japánban szerzett.
Az FIA (Nemzetközi Automobil Szövetség) utólag Schumachert nevezte meg a baleset felelőseként és büntetésből elvette 1997-es szezonban szerzett összes pontját (78 pont), illetve a világbajnokságban megszerzett második helyét (a hivatalos statisztikájába ugyanakkor továbbra is beleszámítanak az 1997-ben megszerzett pontok).

#### 1998

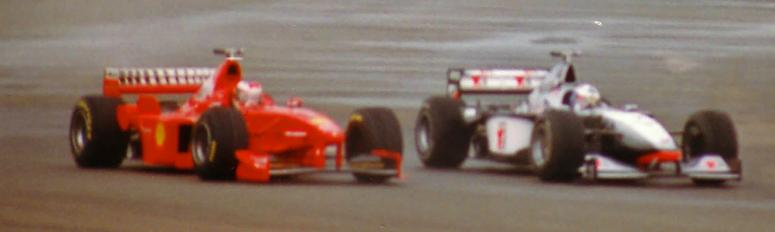
Schumacher harca Coultharddal a brit nagydíjon

1998-ban újabb szabályváltozásokat vezettek be a Formula–1-ben. Ezek közül a leglényegesebb az autók szélességének 180 cm-ben való maximálása volt, valamint a barázdált gumik bevezetése az addig használatos slick gumik helyett. Az új szabályokhoz való alkalmazkodás a Williams addigi főmérnökével, Adrian Newey-val erősítő McLaren-Mercedesnek sikerült a legjobban. A Mika Häkkinen-David Coulthard pilótakettőssel felálló csapat Bridgestone gumikat használt, míg a Ferrari maradt a Goodyear-nél, így a szezon a gumigyártók „háborújáról” is szólt.
Az első két futamot (Melbourne, Interlagos) Häkkinen nyerte, majd a harmadikon, Buenos Airesben visszavágott. Imolában második lett Coulthard, majd Barcelonában harmadik a két McLaren mögött. Monte-Carlóban ütközött Alexander Wurzcal (Benetton-Playlife), így csak a 10. helyen végzett, de aztán sorozatban három futamgyőzelem következett Montrealban, Magny-Cours-ban és Silverstone-ban. Utóbbi elsősége arról marad emlékezetes, hogy a boxban nyerte meg a versenyt, miután kiintették egy 10 másodperces „stop-and-go” büntetésre s azt az utolsó körben töltötte le oly módon, hogy átszelte a célvonal bokszutcában meghosszabbított részét. A McLaren csapat  óvást nyújtott be a történtek miatt. A vizsgálat megállapította, hogy Schumacher büntetése jogtalan volt (azt azért kapta volna, mert állítólag sárga zászló alatt körözte le Wurzot, ám mindkét versenyző azt nyilatkozta, hogy nem láttak sárga zászlót), ezért végül törölték Schumacher büntetését és hivatalossá tették futamgyőzelmét.
Az osztrák nagydíjon a harmadik, a német nagydíjon pedig az ötödik helyet szerezte meg – mindkét futamot Häkkinen nyerte, így a finn előnye a magyar nagydíj előtt 16 pont volt vele szemben a Vb-pontversenyben. A hungaroringi futam nagy taktikai csatát hozott, amelyet egy három boxkiállásos taktikával megnyert. Häkkinen ezúttal csak hatodik lett, így előnye hét pontra csökkent a pontversenyben.
A Spa-Francorchamps-i belga nagydíjon mind Häkkinen, mind ő kiesett – utóbbi fölényesen vezetett az esőversenyen, amikor az előtte haladó, lekörözött David Coulthard hirtelen felemelte a lábát a gázpedálról és a rossz látási viszonyok miatt Schumacher hátulról beleszaladt (Coulthard évekkel később elismerte a hibáját). A soron következő olasz nagydíjat azonban megnyerte, Häkkinen a negyedik helyen végzett, így két versennyel a szezon vége előtt pontegyenlőség alakult ki a két Vb-esélyes között. A nürburgringi európai nagydíjon Häkkinen tett szert előnyre győzelmével – míg a német második lett.
Az utolsó futamon dőlt el minden. Nyernie kellett és abban reménykednie, hogy Häkkinen legfeljebb harmadik lesz. A pole-pozíciót ugyan megszerezte, ám a második rajtnál (az első rajtnál Jarno Trulli Prost-Peugotja nem indult) autója leragadt a rajtrácson, ami miatt az utolsó rajtkockából kellett nekivágnia a futamnak. Ezzel minimálisra csökkentek az esélyei. A futam során ugyan előre küzdötte magát egészen a harmadik helyig, ám ekkor defektet kapott, és végleg kiállni kényszerült a versenyből. Häkkinen lett a világbajnok kereken 100 pontjával, ő a második helyen végzett 86 ponttal.

#### 1999

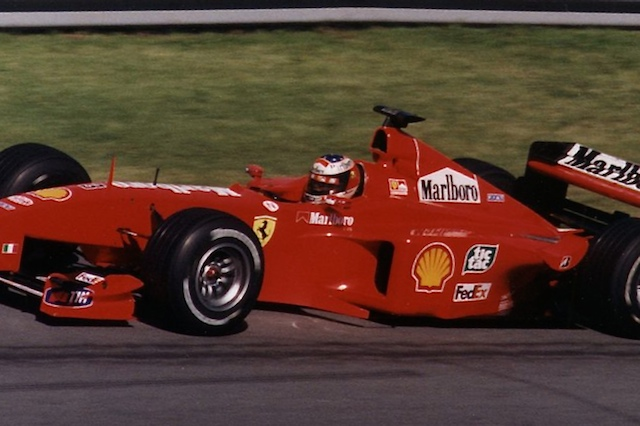
A kanadai nagydíjon

1999-ben is folytatódott a Häkkinen-Schumacher párharc – ám csak a brit nagydíjig. Addig a német pilóta két versenyt nyert (Imola, Monaco), ám Silverstone-ban egy pillanat alatt véget ért a hajsza, amikor Schumacher fékhiba miatt kiszaladt a Stowe-kanyarban rögtön a rajtot követően és 107 km/h-s sebességgel frontálisan a gumifalba csapódott. Sípcsont-és szárkapocscsont-törést szenvedett a jobb lábában, és ennek következtében a következő hat futamon nem vehetett részt. Világbajnoki esélyét ezzel elvesztette, a csata csapattársa, Eddie Irvine és Häkkinen között folyt tovább.
Két versennyel a szezon vége előtt, a maláj nagydíjon tért vissza, ahol fölényesen megszerezte a pole-pozíciót, majd mindent megtett csapattársa, a vb-esélyes Irvine győzelméért (kétszer elengedte, ráadásul Häkkinent is feltartotta), s a tervet sikerült is kivitelezni: Irvine nyert, Schumacher második lett, Häkkinen harmadik. A futamot követően azonban mindkét Ferrarit diszkvalifikálták, mert úgy találták, hogy az autók oldalsó légterelője nem felel meg a szabályoknak. Később a FIA párizsi meghallgatásán megállapították, hogy az eltérés mértéke belül volt az úgynevezett toleranciaküszöbön, így a kettős győzelmet mégis megtarthatta a Ferrari.
Az utolsó versenyen, Suzukában ismét az első rajtkockából indult, ám a rajtnál Häkkinen elment mellette és megnyerte a versenyt, így megszerezte második világbajnoki címét. A konstruktőrök között azonban a Ferrari diadalmaskodott. Ő maga 44 ponttal a bajnokság ötödik helyén végzett.

#### 2000 – a harmadik világbajnoki cím
A 2000-es szezon három győzelemmel indult, majd Silverstone-ban egy harmadik hely következett a két McLaren-pilóta, David Coulthard és Mika Häkkinen mögött. Az évnek az első néhány futamán Coulthard erősebbnek tűnt Häkkinennél, de aztán az év előrehaladtával a finn ismét felülkerekedett csapattársán. Häkkinen az ötödik versenyen, Barcelonában aratta első futamgyőzelmét a szezon során, míg Schumachernek a verseny közben defektje volt, s egy nem tervezett kerékcsere miatt csak az ötödik helyen végzett. A nürburgringi esőversenyen ismét nyerni tudott Häkkinen előtt. Ezután egy balszerencsés időszak következett a német számára: a következő öt versenyen négyszer esett ki: Monacóban a felfüggesztés meghibásodása miatt vezető pozícióból, Magny-Cours-ban motorhiba miatt, Zeltwegben és Hockenheimben pedig egyaránt rajtbaleset következtében. Montrealban ugyan nyerni tudott, mégis a sorozatos kiesések azt eredményezték, hogy a magyar nagydíjra rendkívül szorossá vált az állás a világbajnoki pontversenyben közte, valamint Häkkinen és Coulthard között: neki 56 pontja volt, a két McLaren-pilótának pedig 54-54.
A hungaroringi futamot Häkkinen nyerte, így átvette a vezetést a pontversenyben, majd Spa-Francorchamps-ban újabb győzelmével már hat pontra növelte azt. Monzában azonban visszavágott és nyert finn vetélytársa előtt, így Häkkinen előnye ismét két pontra fogyott. Az Indianapolisban rendezett amerikai nagydíjat megnyerte, Häkkinen kiesett, így újra fordult a kocka, és két versennyel a szezon vége előtt Schumacher tett szert nyolc pontos előnyre az összetettben.
A világbajnokság a szuzukai japán nagydíjon dőlt el. A pole-pozíciót ugyan megszerezte, de a rajt a második helyről induló Häkkinennek sikerült jobban, így az élre állt. A két világbajnoki esélyes nagy csatát vívott egymással, amelyben a többieket – beleértve csapattársaikat is – messze maguk mögött hagyták, ám egymással sokáig nem bírtak. Kettejük sorrendje az első boxkiállásaik után sem változott: Häkkinen továbbra is az élen maradt. Ekkor kissé szemerkélni kezdett az eső, a német pedig az addiginál szorosabban „tapadt” Häkkinenre. A döntő momentum a 37. körben érkezett el: Häkkinennek ekkor kellett kimennie második kerékcseréjére, Schumacher azonban további három körig kint tudott maradni saját második boxkiállása előtt. Második boxkiállása után Häkkinen elé tudott visszaállni, s ezzel eldőlt a verseny és a világbajnokság is: az övé lett mindkettő.
Az év utolsó futamán, a maláj nagydíjon már „csak” a konstruktőri világbajnoki cím volt a tét, amelyet Schumacher és Barrichello kettős győzelmével szintén a Ferrari hódított el. Összesen 108 pontot szerzett és kilenc versenyt nyert a 2000-es szezon során. Mika Häkkinen 89 ponttal lett második.

#### 2001 – a negyedik világbajnoki cím

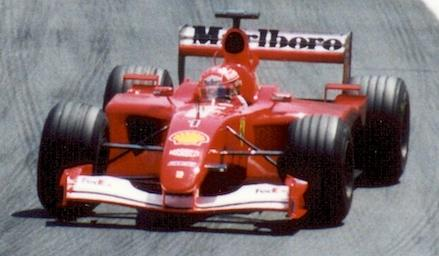
A 2001-es kanadai nagydíjon

A 2001-es szezon újabb Schumacher-Häkkinen csatát ígért, ám ez végül nem vált valóra. A Ferrari – és különösen Schumacher – dominált az évben, a McLarennél pedig ezúttal Coulthard volt az erősebb és egy ideig tartotta is a lépést vele a pontversenyben. Jól ment az öccsével, Ralf Schumacherrel és az 1999-es amerikai CART-bajnokkal, Juan Pablo Montoyával felálló BMW-Williams is, ám mégis fölényesen nyerte a világbajnokságot, s már öt futammal a szezon vége előtt, a magyar nagydíjon bebiztosította címét. Az év során összesen 123 pontot szerzett és kilenc versenyt nyert (Melbourne, Sepang, Barcelona, Monte-Carlo, Nürburgring, Magny-Cours, Hungaroring, Spa-Francorchamps, Suzuka). A második helyezett David Coulthardnak 65 pontja volt a szezon végén.

#### 2002 – az ötödik világbajnoki cím

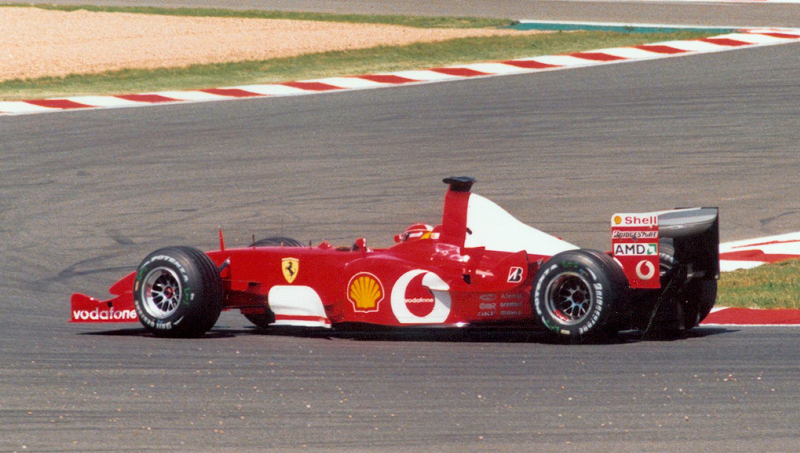
Schumacher 2002-ben

A Ferrari tovább erősödött és a 2002-es szezonban egyértelműen domináns autó volt az övék. Összesen tizenegy versenyt nyert (Melbourne, Interlagos, Imola, Barcelona, Zeltweg, Montreal, Silverstone, Magny-Cours, Hockenheim, Spa-Francorchamps, Suzuka), és 144 pontot szerzett. A bajnokság második helyén csapattársa, Rubens Barrichello végzett 77 ponttal.
A szezonra némileg árnyékot vetett az a tény, hogy a zeltwegi osztrák nagydíjon a Ferrari utasította az addig élen haladó Barrichellót arra, hogy engedje maga elé Schumachert, amit aztán a média és a közvélemény élesen bírált. Később ugyan „visszaadta” Barrichellónak ezt a versenyt (Indianapolis), ám azt a mozzanatot is hasonlóan sok bírálat érte.
Ötödik világbajnoki címét már hét versennyel a szezon vége előtt, a franciaországi Magny-Cours-ban bebiztosította, s ezzel beállította Juan Manuel Fangio addigi rekordját a világbajnoki címek számát illetően.

#### 2003 – hatodik világbajnoki cím
2003-ban jelentős szabályváltozások történtek a Formula–1-ben – ezek közül a legjelentősebb az „egykörös” időmérő edzés bevezetése, valamint a pontrendszer megváltozása volt. Az eddigi pontelosztás most 10-8-6-5-4-3-2-1-re változott.
Ez a szezon jóval „döcögősebben” indult Schumacher számára, mint a korábbiak: negyedik lett Melbourne-ben, hatodik Sepangban, Interlagosban pedig kiesett, miután kicsúszott egy vízátfolyáson.

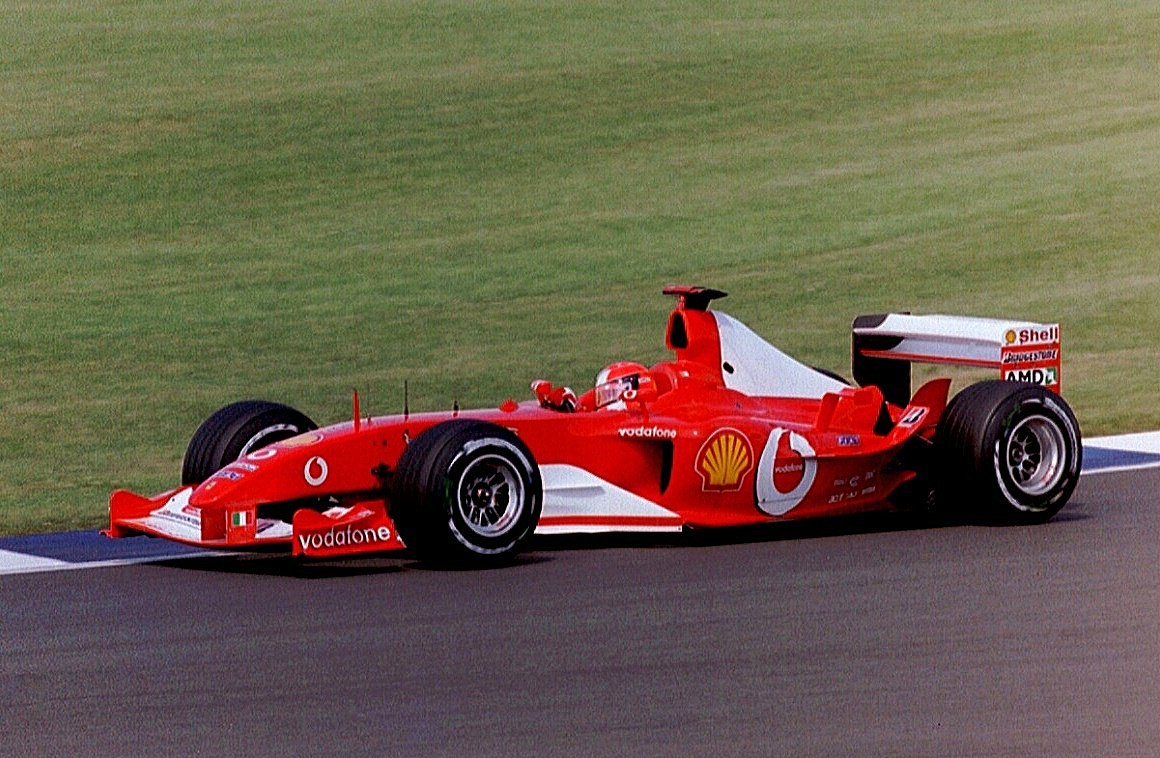
Silverstone, 2003

A San Marinói Nagydíjon nyerte első futamát az évben – ám ez egy szomorú győzelem volt, ugyanis az azt megelőző napon halt meg édesanyja. A soron következő futamokon Barcelonában és Zeltwegben szintén nyerni tudott, Monte-Carlóban harmadik lett, majd Montrealban ismét nyert. Ezt egy gyengébb sorozat követte: Nürburgring – itt visszatolták a pályára és ötödik lett, Magny-Cours – harmadik hely, Silverstone – negyedik hely, Hockenheim – hetedik hely, Hungaroring – nyolcadik hely. Mindez összefüggésbe volt hozható azzal a jelenséggel, hogy a Bridgestone gumik meglehetősen gyengén teljesítettek melegebb aszfalton a rivális Michelinhez képest, ráadásul vezetési stílusa miatt még a Bridgestone abroncsok közül is sokszor a lassabb kemény keveréket tették fel, míg csapattársa mehetett lágyabb gumikon.
A magyar nagydíjat követően a FIA felfedezte, hogy a Michelin abroncsainak futófelülete verseny közben a nyomás hatására szélesebbé válik a megengedettnél. A francia gumigyártó egy kiskaput használt ki a szabályokban, így addigi eredményeiket nem semmisítették meg, de megtiltották nekik, hogy a szóban forgó gumitípust a következő futamokon bevessék.
A világbajnoki pontverseny állása egyébként ekkor rendkívül szoros volt: az élen állt 72 ponttal a 71 pontos Juan-Pablo Montoya (BMW-Williams) és a 70 pontos Kimi Räikkönen (McLaren-Mercedes) előtt.
Monzában valamennyire növelni tudta előnyét azzal, hogy nyert Montoya, Barrichello és Räikkönen előtt, de a bajnokság még mindig nagyon kiélezett volt (Schumacher: 82 pont, Montoya: 79 pont, Räikkönen: 75 pont).
Az amerikai nagydíj döntő fontosságúnak bizonyult. Csak a hetedik helyen kvalifikálta magát, míg Räikkönen az elsőn, ám a versenyen eleredt az eső és ez kedvezett a német versenyzőnek, valamint a Bridgestone-gumiknak. Nyert Räikkönen előtt, míg a hatodik helyen célba érő Montoya elvesztette esélyét a világbajnoki címre.
A döntés közte és Räikkönen között az utolsó versenyre maradt, a japán nagydíjra. A változékony időjárás által nagyban befolyásolt időmérő edzésen a 14. helyen kvalifikálta magát, míg Räikkönen a nyolcadikon. A német versenyző egy számára meglehetősen mozgalmas versenyen a nyolcadik helyen ért célba, míg finn vetélytársa a másodikon, mely hatodik világbajnoki címét jelentette, amivel immár egyedüliként minden idők legsikeresebb Formula–1-es pilótája lett. A Ferrari versenyzője 93 pontot szerzett, míg Räikkönen 91-et. Ekkor jól jött neki a már korábban említett visszatolásért járó 4 pont, amit a Nürburgring-i 5. helyezéséért kapott. Nagyobb volt a különbség a futamgyőzelmek terén: míg ő hat versenyt nyert, addig Räikkönen egyet.

#### 2004 – a hetedik világbajnoki cím

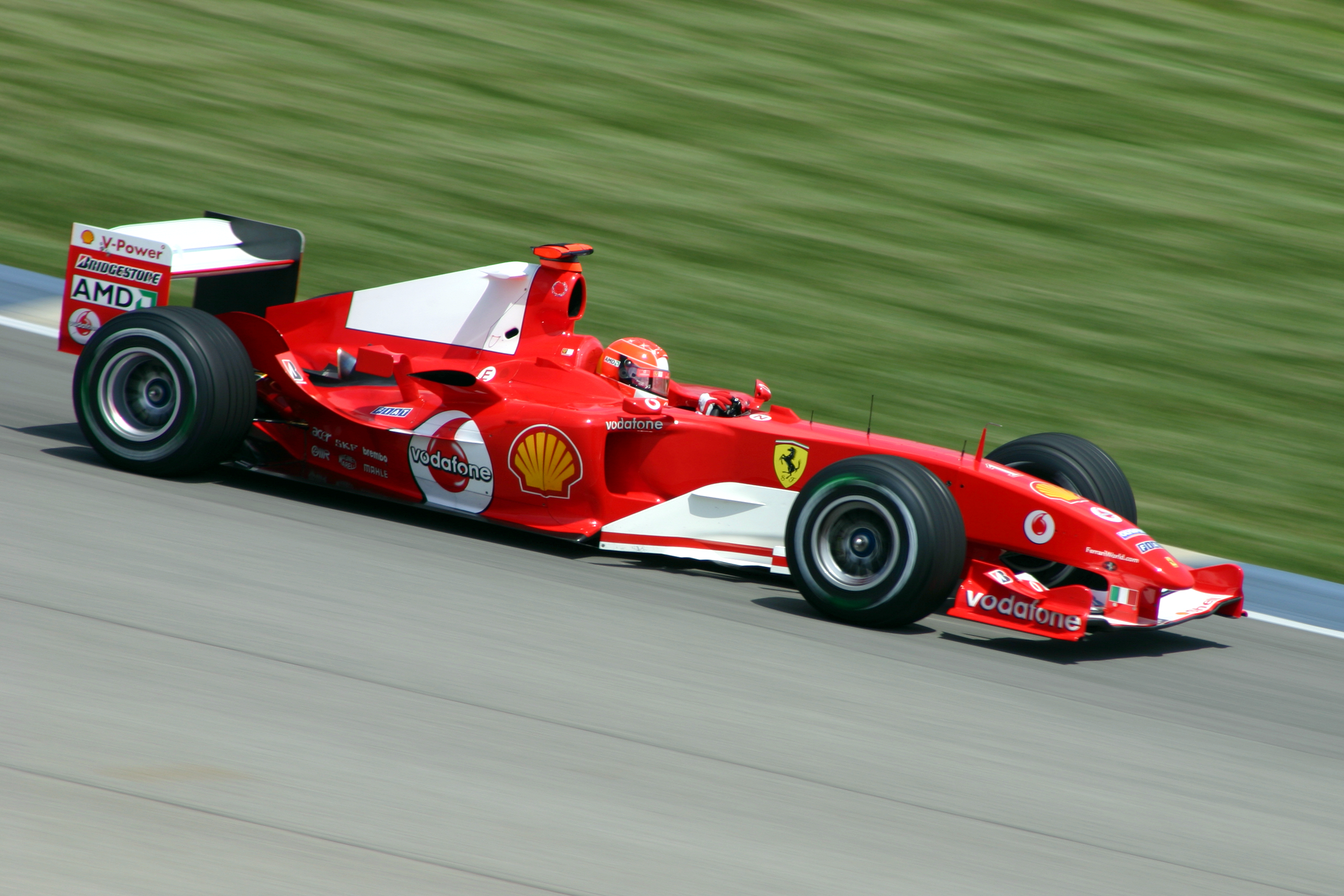
Schumacher 2004-ben Amerikában

A szoros csatát hozó 2003-as szezon után 2004-ben domináns év következett a Ferrari számára. Tizennyolc futamon összesen tizenhárom alkalommal szelte át elsőként a célvonalat (Melbourne, Sepang, Szahír (Bahrein), Imola, Barcelona, Nürburgring, Montreal, Indianapolis, Magny-Cours, Silverstone, Hockenheim, Hungaroring, Suzuka). Az évad első 13 versenyéből 12-t megnyert. A magyar nagydíj megnyerése után már csak csapattársának volt matematikai esélye ellene. A világbajnoki címet mégis egy második hellyel biztosította be a belgiumi Spa-Francorchamps-ban (ahol Kimi Räikkönen nyert a McLaren-Mercedessel) a Ferrari történetének 700. Formula–1-es versenyén.
A szezon során összesen 148 pontot gyűjtött – a második helyezett Rubens Barrichellónak 114 pontja volt.

#### 2005

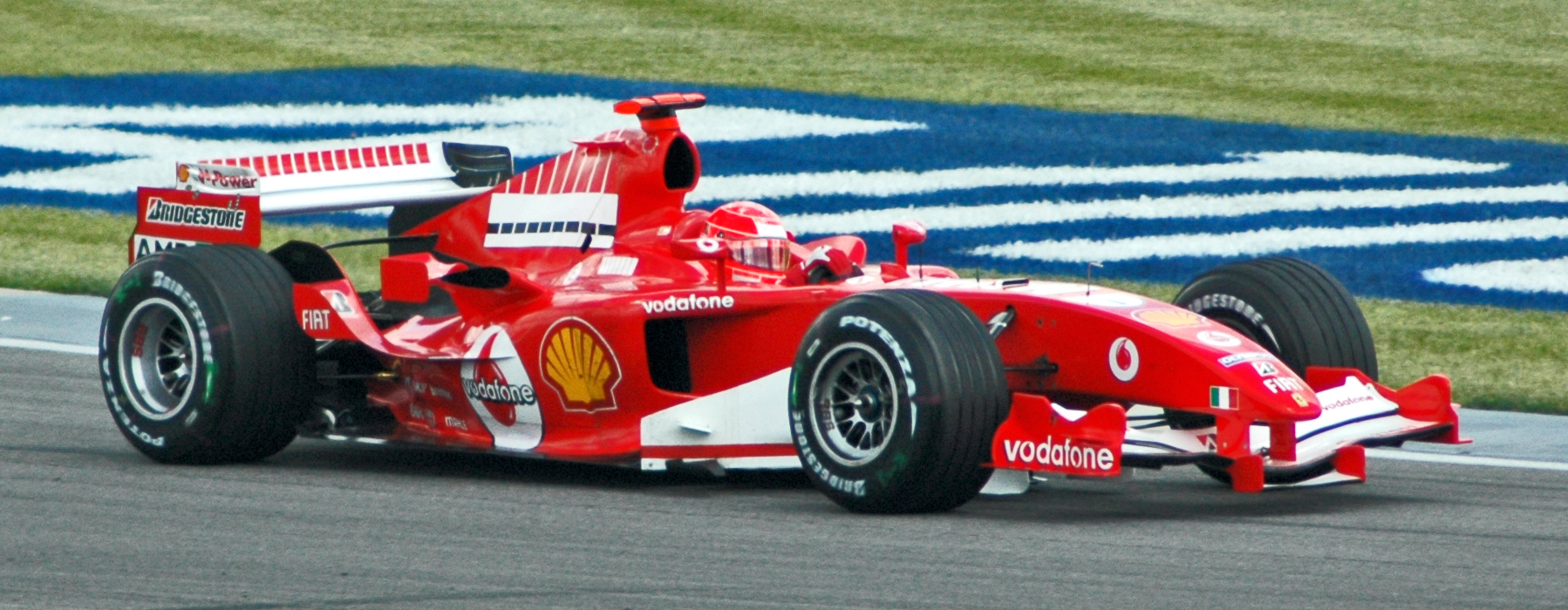
Az amerikai nagydíj időmérő edzésén

2005-ben újabb jelentős szabályváltozásokat hoztak a Formula–1-ben. A legfontosabb az a gumiszabály volt, melynek értelmében a versenyzőknek egy garnitúra gumival kellett végigfutnia az időmérő edzéseket és a teljes versenytávot, valamint a motorszabály, amely szerint egy hajtóműnek két versenyhétvégét kellett kibírnia. A rajtsorrendről az első hat futamon két „egykörös” időmérő edzés döntött (egy szombaton, egy vasárnap), ám a nürburgringi európai nagydíjtól kezdve a nézők és a média általános elégedetlensége miatt eltörölték a vasárnapi időmérőt.
A Ferrari jóval gyengébb volt, mint az előző években, és Schumacher is elkövetett néhány hibát. Alapvetően mégis úgy tűnt, hogy az a tény okozza a legtöbb problémát, hogy a Bridgestone gumik kevésbé jól alkalmazkodnak az új gumiszabályhoz, mint a Michelin abroncsok. Fokozta a problémát, hogy a Bridgestone-nak a Ferrarin kívül már csak két kis csapat, a Jordan és a Minardi volt a partnere, így jóval kevesebbet tudták a gumikat tesztelni, mint a hét Michelin-istálló együtt.
A szezon során egyetlen futamgyőzelmet aratott, méghozzá a „csonka” amerikai nagydíjon, amelyen csak hat versenyző állt rajthoz, a Michelin csapatai ugyanis nem indultak el, mivel abroncsaik nem voltak biztonságosak a híres ovál-kanyarban. A német pilótának ezen kívül egy pole-pozíció (Hungaroring) és három második hely (Imola, Montreal, Hungaroring) volt a legnagyobb sikere a szezon során. A világbajnoki pontversenyben végül a harmadik helyen végzett Fernando Alonso (Renault) és Kimi Räikkönen (McLaren-Mercedes) mögött, összesen 62 ponttal.

#### 2006

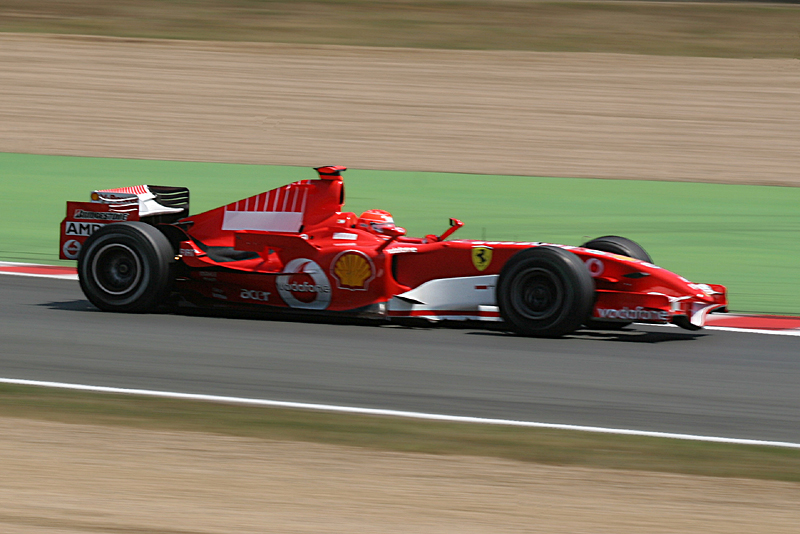
francia nagydíj, 2006

A 2006-os szezon volt Schumacher visszavonulása előtti utolsó éve a Formula–1-ben. A szezon első versenye jól sikerült, hisz Bahreinben a második helyet szerezte meg az élről rajtolva. Ezután Malajziában a hatodik helyen ért csak a célba, csapattársa, Felipe Massa megelőzve őt az ötödik lett. Az ausztrál nagydíjon kiesett. Három verseny után 11 pontja volt és 18 ponttal volt lemaradva az éllovas Alonsótól, de Schumacher nem adta fel, és megnyerte az ezt követő két futamot. Mindkét versenyen a második helyet szerezte meg Alonso, így csak 4 pontot tudott rajta hozni. Monacóban megszerezte az első rajtkockát, de az utolsó körében az autója az ideális íven megállt, emiatt Alonso nem tudott használható időt autózni. A FIA szándékosnak találta Schumacher cselekedetét, ezért a rajtrács végéről kellett rajtolnia. A szűk utcai versenyen, amelyen igen nehéz előzni, parádés autózással sikerült felérnie az ötödik helyre. A kanadai nagydíj után a hátránya 25 pont volt már Alonsóval szemben. Schumacher az elkövetkező három versenyt (Indianapolis, Magny-Cours, Hockenheim) megnyerte, aminek segítségével hátrányát 11 pontra csökkentette. A francia nagydíjon indulhatott utoljára Formula–1-es pályafutása során az élről. Ezután következett a magyar nagydíj. Alonso kerékcseréje véget vetett a pilóta versenyének, mivel az egyik szerelő rosszul helyezte be a kerékanyát. Schumacher gumijai már teljesen elkoptak, de nem volt hajlandó kijönni a bokszutcába. Pár körrel később kiesett a versenyből Heidfelddel való ütközése miatt, és a kilencedik helyet szerezte meg, de mivel Robert Kubica és autójának súlya kisebb volt az előírt minimumnál, őt kizárták, s így Schumachert a nyolcadik helyre rangsorolták, és ezzel egy pontot szerzett.

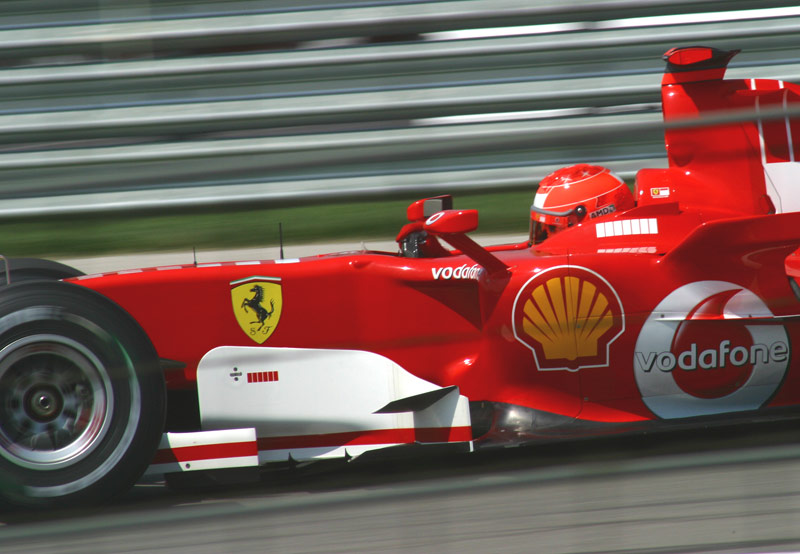
Az amerikai nagydíjon

Ezután következett egy harmadik hely Törökországban, Alonso mögött. A Ferrari hazainak mondható pályáján Monzában győzött, míg Alonso motorhiba miatt kénytelen volt feladni a versenyt. Ugyanitt Schumacher bejelentette, hogy az évad végén visszavonul az aktív versenyzéstől. Ezután Kínában ismét ő állhatott a dobogó legfelső fokán, az élről rajtoló Alonso csak a második helyen ért célba. Ekkor pontegyenlőség állt fenn, de a hétszeres világbajnoknak több futamgyőzelme volt, ezért az idényben először vezette az egyéni tabellát.
A japán nagydíj vége előtt 16 körrel Schumacher az első helyről esett ki motorhiba miatt. Ez volt az első motorhibája a 2000-es francia nagydíj óta. A versenyt Alonso nyerte, aki így az idény utolsó versenye előtt 10 pontos előnyre tett szert.

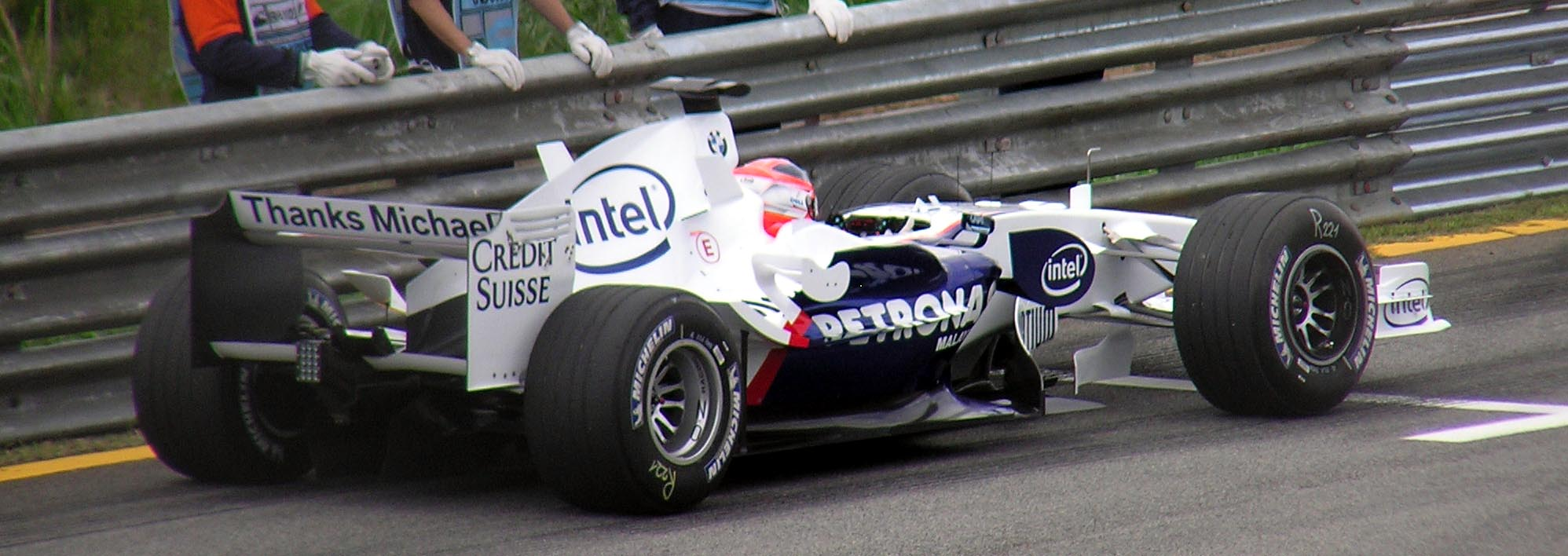
"Thanks Michael" felirat a BMW Sauber hátulján a 2006-os brazil nagydíjon visszavonulása tiszteletére

A Ferrari és Schumacher is tudta, hogy egyetlen esélye van a világbajnoki címre, akkor ha Brazíliában nyerni tud úgy, hogy Alonso nem szerez pontot. A német az utolsó időmérő edzésén csak a tizedik helyet tudta megszerezni technikai problémák miatt. Schumacher feljött a hatodik helyre, és Fisichellát akarta előzni, amikor a két autó összeért. A Ferrari bal hátsó defektet kapott és a versenyzőnek ki kellett állnia a boxba. Csak a tizenkilencedik helyre ért vissza. Lemaradása a csapattársával, Massával szemben ekkor 70 másodperc volt. Nagy tempóval feljött a negyedik helyre. Érdekes, hogy Formula–1-es pályafutásának utolsó előzését épp Kimi Räikkönennel szemben mutatta be, aki később az ő helyére ült a Ferrariban. Alonso a második helyen ért célba, és 13 pont előnnyel megnyerte a 2006-os Formula–1 világbajnokságot. Ezzel, akkor úgy tűnt, befejeződött a Formula–1 eddigi legsikeresebb versenyzőjének pályafutása.

#### 2007–2009 – Tesztek, tanácsadás

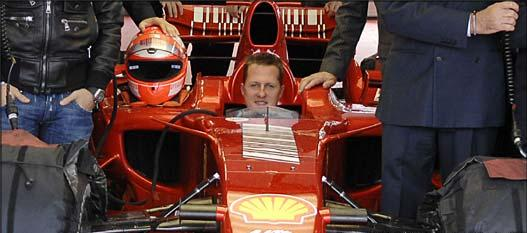
2007-es tesztje a Fioranóban

2007 novemberében a 2008-ban bevezetendő kipörgésgátlók eltörlése okán két napig a Ferrari csapatnál tesztelt a spanyol Circuit de Catalunya pályán, ahol tapasztalatával és gyakorlatával segítette az olasz csapatot. November 13-án és 14-én „lépett” pályára, mindkét napon a legjobb köridőt produkálta. A német mellett az első nap a Ferrari tesztversenyző Luca Badoer, második nap Felipe Massa tesztelt, akik azonban jóval mögötte végeztek a köridők tekintetében. Több egykori versenyző sem értett egyet Schumacher tesztjével, mint Niki Lauda, és Jean Alesi. Sokakat meglepte gyorsasága egy év kihagyás után. A spekulációk ellenére azonban elmondta hogy nem fog visszatérni versenyzőként a Formula–1-be. Emellett 2007. október 24-én szintén autóba ült a Ferrari „hazai” pályáján, Fioranóban. December 6-án és 7-én Jerezben tesztelte az elektronikát és a gumikat a 2008-as szezonra. 2008. február 25-én a Ferrari F2008-as autóját tesztelte, harmadik lett a napon Lewis Hamilton, és Kimi Räikkönen mögött.
2009-ben, Felipe Massa magyar nagydíjon történt súlyos sérülése után július 29-én hivatalosan bejelentették, hogy Schumacher fogja őt helyettesíteni. A valenciai verseny előtti héten Schumacher bejelentette, hogy egy korábbi, motorversenyen szerzett nyaksérülése miatt mégsem tudja vállalni a szereplést a hátralévő versenyeken.

### Mercedes

#### 2010

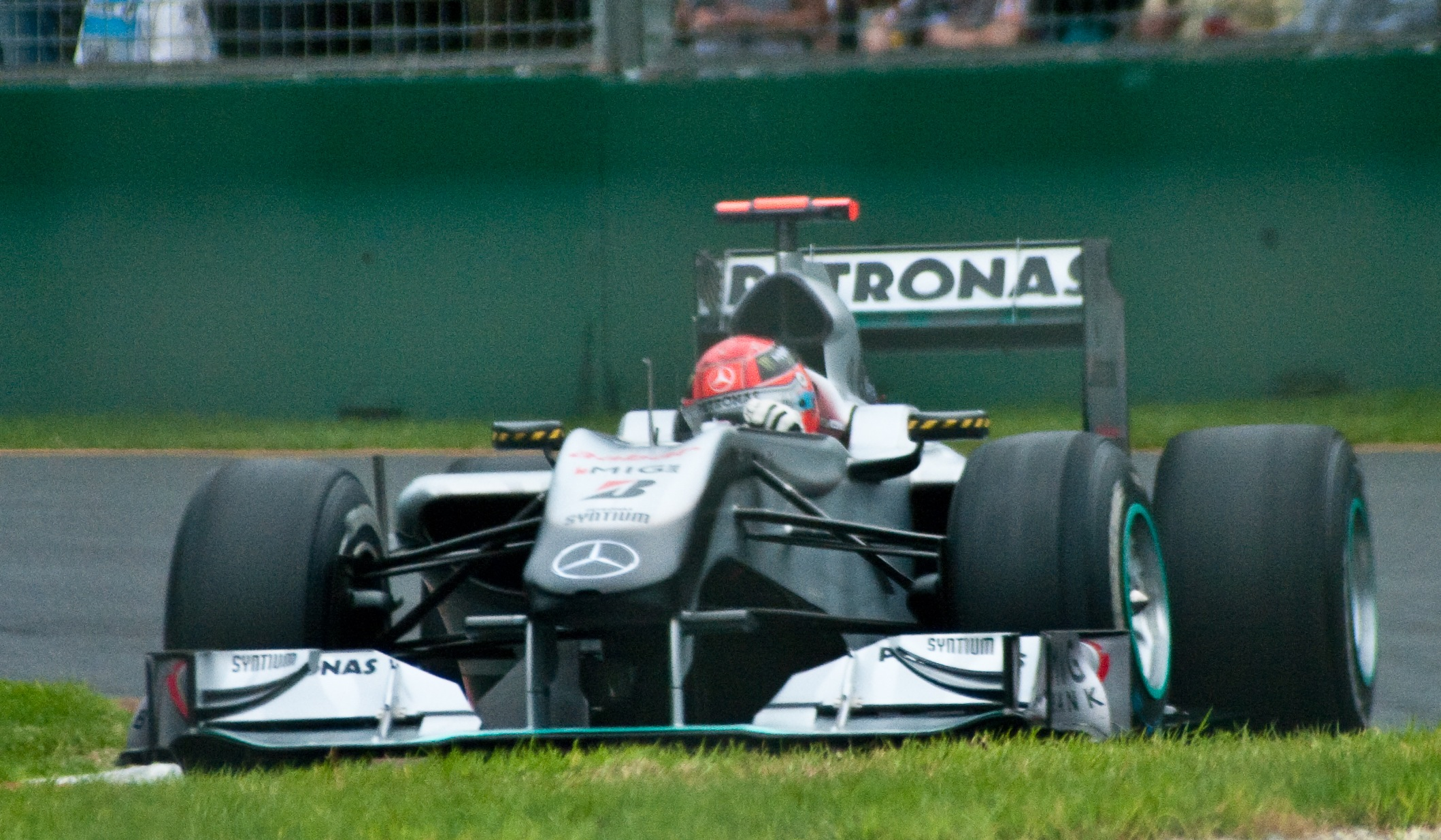
Michael 2010

Hosszú spekulációk után 2009. december 23-án bejelentette, hogy 2010-től az újonnan megalakult és Ross Brawn által vezetett Mercedes csapatnál fog versenyezni, a honfitárs Nico Rosberg társaságában.
Az első futamon, Shakirban a hetedik helyre kvalifikálta magát. A futamon a rajtnál egy hellyel sikerült előrébb jönnie, ezt a pozíciót a verseny végéig meg is tartotta. A futamot Alonso nyerte, Rosberg eggyel előtte, az 5. helyen végzett. Schumacher elmondása szerint elégedett volt a visszatérő futamon produkált teljesítményével.
Az évad vége felé nyújtott teljesítménye az újságírókat a régi Schumacherre emlékeztette. A japán nagydíjon ugyan a 10. helyről indult, de a 6. helyen futott be (Rosbergnek problémái voltak, és csak 17. lett). A hátralévő 3 versenyen úgy tűnt, valóban kezd versenyképes lenni Rosberggel, az utolsó két időmérőn meg is előzte.
Összességében a visszatérő 2010-es esztendő nem sikerült fényesen sem Schumacher, sem rajongói számára. 19 futamon mindössze ötször sikerült az időmérőn és ugyanennyiszer a versenyen legyőznie Rosberget. Hosszú kihagyás és kedvezőtlen feltételek ide vagy oda, ennél mindenki többet várt tőle. Legjobb eredménye két negyedik hely volt, csapattársáé két harmadik. A gyenge teljesítményre a legfőbb magyarázat a megváltozott szabályok (keskeny első gumik és a tesztelési lehetőség hiánya) és az autó Jenson Buttonhoz igazított karakterisztikája volt, amelyek szöges ellentétben álltak Schumacher vezetési stílusával. Mindazonáltal fénykorában Schumacher éppen az alkalmazkodásban jeleskedett, aki rendkívül nehezen kezelhető autókból – a Benettonból és a korai, gyakran műszaki hibával küszködő Ferrariból – is kihozta a maximumot. Michael az évad közben és a végén is elismerte, hogy jóval nehézkesebben alakult a visszatérése, mint amire számított, ám azt is hangsúlyozta, hogy javulni fog, és továbbra is a 8. világbajnoki cím a végső célja. 2010-es teljesítményének legpozitívabb része a nagyszerű rajtai voltak. 2011 elején egy Mercedes-reklámfilmet forgatott csapattársával, amiben elhangzik, hogy Rosberg gyorsabb nála és kétszer annyi pontot gyűjtött a világbajnoki pontversenyben, mint ő.

#### 2011

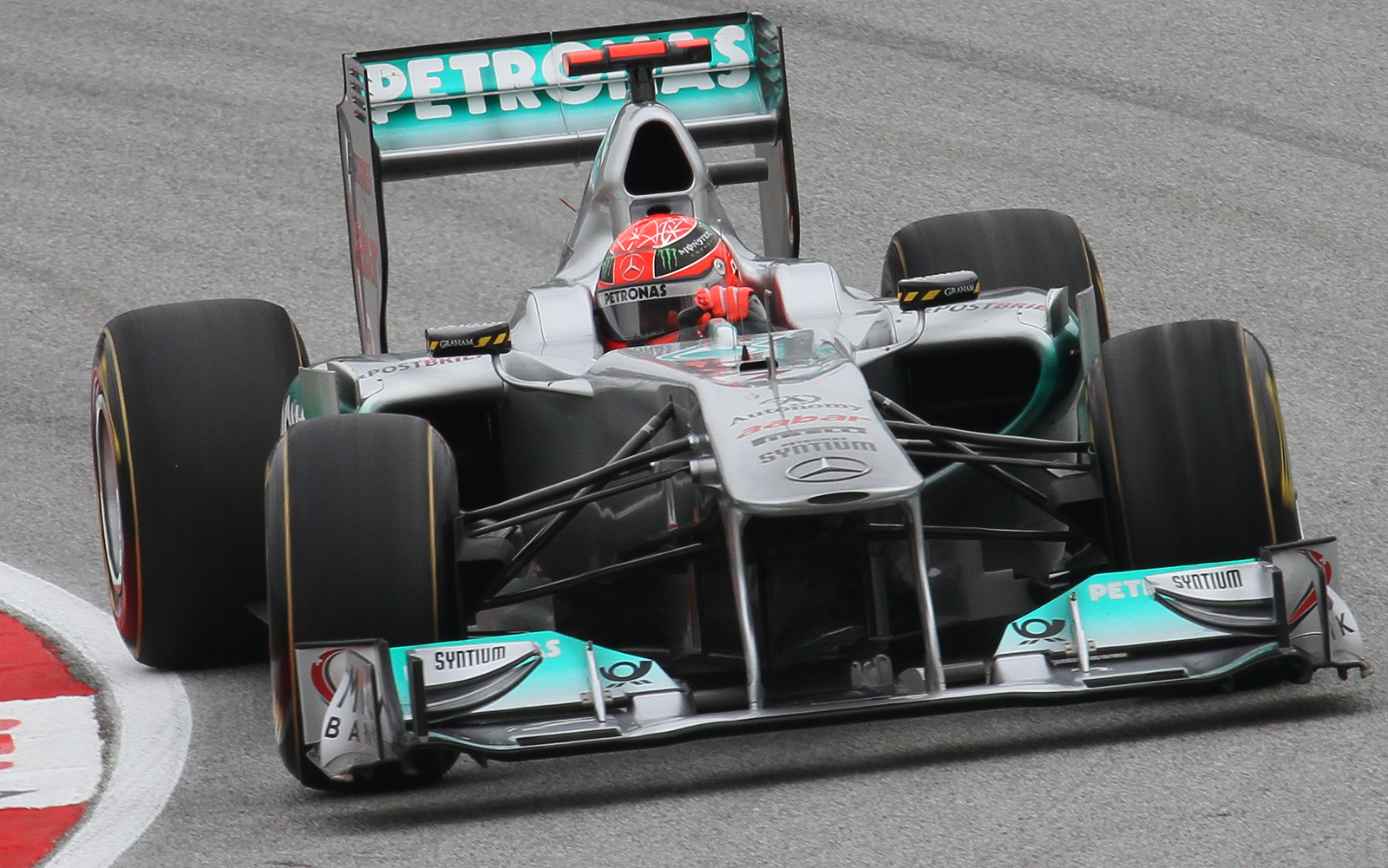
Malajzia 2011

Az előzetes teszteken a Mercedes jól szerepelt, úgy tűnt, hogy akár még a Red Bull nyomába is érhetnek, ám a bajnokság végül nem ezt igazolta. Minthogy az autó továbbra sem volt versenyképes az élmezőnnyel, a hétszeres világbajnok teljesítményének legfőbb mércéje most is a házon belüli csata volt Rosberggel.
A bahreini futamot törölték, így Ausztráliában indult a szezon. A Mercedes egész hétvégén megbízhatatlanul működött a kanyarokban, ezért mindkét pilótának akadtak gondjai. Michael a 2. etapban kiesett és 11. lett, Nico eljutott a Q3-ba és a 7. helyről indulhatott. A versenyen Schumacher autójának nekikoccant egy Toro Rosso a rajt után, ezért defektet kapott. A boxlátogatás után még egy darabig folytatta a versenyt, de a padlólemez sérülése miatt végül feladni kényszerült. Rosberget néhány körrel később Rubens Barrichello ütötte ki a versenyből egy értelmetlen manőverrel.
A malajziai időmérőn a Mercedesnek az állítható hátsó szárnnyal gyűlt meg a baja. Schumacher a Q2-ben rosszabb időt futott, mint Q1-ben, a 11. helyre kvalifikálta magát. Nicóval ugyanez történt a Q3-ban, ő a 9. helyről rajtolhatott. A Mercedes számára egyébként eseménytelen versenyen Schumacher ezúttal jobb versenytempót tudott autózni, két pozíciót javítva a 9. lett, míg Rosberg a 12.
A német csapat Kínában továbbra is a hátsó szárnnyal küzdött. Schumacher a Q2-ben az egyetlen gyors körét emiatt elrontotta, kiesett és ezzel a 14. helyre kvalifikálta magát. Rosbergnek is akadtak nehézségei (fél másodperccel elmaradt Q1-es idejétől), ám bejutott a Q3-ba, és ott egy jó körrel a 4. helyre hozta be a Mercedest, ami egyben jelezte, hogy amennyiben jól működik, van az autóban lehetőség. A versenyen Schumacher nagyszerű rajtot és jó versenyzést produkálva a 14. helyről a 8-ig küzdötte fel magát. Rosberg mégis háttérbe szorította őt, mivel tizennégy körön keresztül vezette a versenyt, és még a futamgyőzelem sem lett volna elképzelhetetlen, ha elég üzemanyag marad az autójában. Nico végül az 5. helyen zárt, három pozícióval jobban, mint hétszeres világbajnok csapattársa.
Törökország volt az első a hétvége, amikor az időmérőn a Mercedesnek nem volt műszaki problémája, így nem volt mivel mentegetni Schumacher gyenge kvalifikációs teljesítményét. A több mint egy másodperces elmaradás Nicótól a végén ugyan nem volt reális – Michael elrontotta egyetlen mért körét a Q3-ban -, azonban a korábbi etapokban is gyorsabb volt 2-3 tizeddel a fiatalabbik német. Rosberg így a harmadik helyről indult, míg ő a 8-ról. A versenyen Schumacher nem rajtolt rosszul, de a második körben buta hibát vétett, nekiment az őt megelőző Petrovnak, ezzel összetörve az első szárnyát. A plusz boxkiállás miatt a mezőny legvégére kerül, utána a rekordmennyiségű előzéssel tarkított futamon hosszas küzdelem árán a 12. helyen zárt. Rosberg az 5. lett. A kiábrándító isztambuli eredmény után a nemzetközi sajtóban ismét felerősödtek azok a hangok, amelyek Schumacher visszavonulását követelték. A Mercedes csapat azonban mögéállt, és azzal érvelt, hogy Schumacher a koccanás miatt vesztett sok időt, a versenytempója a köridők alapján jó volt, Buttonnal lett volna csatában a 6. helyért. Schumacher az össztűzre reagálva elismerte, hogy a pillanatnyi helyzetet nem élvezi, és Rosberg jelenleg valóban gyorsabb nála, ám azt is hangsúlyozta, hogy csupán arról van szó, hogy "még nincs minden a helyén", és azt ígérte, hogy még 2011-ben dobogóra fog állni.
A barcelonai időmérőn úgy tűnt, Schumacher tartani tudja a lépést Rosberggel. A kvalifikiáció utolsó etapjában azonban a csapat a meghibásodó KERS miatt taktikát váltott és nem tettek fel lágy keverékű gumit Michaelnek, aki mért köridő nélkül automatikusan a 10. helyre sorolódott. Rosberg maradt a szokásos stratégián, lágy gumin 7. időt ment. A versenyen Schumacher újabb kitűnő rajttal a 6. helyre ugrott előre, és ott is fejezte be a futamot, míg Rosberg maradt hetedik.
A monacói időmérő volt az első, amelyen Schumacher jobb pozíciót kaparintott meg, mint Rosberg. Ebben azonban része volt annak, hogy Rosberg az utolsó szabadedzésen alaposan összetörte autóját és az időmérő piros zászlós periódusa is rosszkor jött számára. (A piros zászló Sergio Pérez ijesztő balesete miatt volt, aki egyébként ugyanott, az alagútból kifelé jövet törte össze az autót, mint Rosberg.) Mindenesetre Schumacher az 5., Rosberg a 8. lett, utóbbi végül a 7. helyről indulhatott Hamilton idejének törlése miatt. A rajtnál is felcserélődtek a szokásos szerepek: ezúttal a fiatal csapattárs rajtolt remekül, Schumacher pedig borzalmasan. Rosberg az 5. helyre jött fel, Michael a lefulladásgátló hibája miatt a rajtrácson ragadt és a 10. helyre esett vissza. Korai és hosszúra nyúló boxkiállása tovább nehezítette a helyzetét, ennek ellenére vissza tudta előzni Rosberget a pályán, ám nem sokkal később, még féltáv előtt műszaki hiba miatt (tűz a légbeömlőben) feladta a versenyt. Csapattársa a 11. helyen ért célba.
A kanadai nagydíj időmérőjén Michael tudta tartani csapattársa tempóját. Rosberg öt századdal ment nála jobb időt, de kettejük közé így is be tudott férkőzni Button. Így a hatodik és nyolcadik helyről indulhattak, az esős körülmények miatt biztonsági autó mögül. A tényleges rajtot mindkét mercedeses jól elkapta, egy kör elteltével már a 4. és 5. helyen autóztak. A csapat a 18. körben követte el az első taktikai baklövést, amikor a lehető legrosszabbkor vették le Michael autójáról az esőgumit, mivel egy körrel később kezdett zuhogni az eső. Ez még kimagyarázható lett volna, de visszatenni is a lehető legrosszabbkor sikerült. A helyzet ugyanis folyamatosan romlott, mégis addig vártak, amíg a biztonsági autót is kivezénylik a pályára, és az összegyűjti maga mögött a mezőny felét, és csak ekkor hívták ki Schumachert a gumikért. Néhány körrel később a futamot piros zászlóval megszakították, így a többi csapat veszteség nélkül cserélhetett kereket. Mindkét mercedeses 7-7 pozíciót vesztett ezzel a bölcs taktikával, így a 11. és 12. helyről várhatták a verseny folytatását. Az újraindítás után Schumacher alighanem a legjobb teljesítményt nyújtotta a visszatérése óta. A nedves pályán átmeneti gumikkal nagyszerű tempót diktált – többször is megfutotta a verseny leggyorsabb körét -, több előzéssel előretört és felzárkózott a harmadik helyen haladó Massára. Egy emlékezetes manőverrel a brazilt és az előtte haladó Kobayashit egyszerre előzte meg. Ezzel a 2. helyen, Vettel mögött találta magát, ilyen jó pozícióban nem volt még a Mercedessel. Webber, akit korábban megelőzőtt, új gumikon utolérte és támadni kezdte, ezzel együtt a dobogó harmadik foka biztosnak tűnt. Jött azonban egy sokadik biztonsági autós periódus egy baleset kapcsán, ami miatt Button is felzárkózott rájuk (és végül meg is nyerte a futamot), így néhány körrel a verseny vége előtt kénytelen volt átengedni a 3. helyet is, mivel a felszáradó pályán már nem tudta felvenni a versenyt a gyorsabb autókkal. Rosberg a 7. hellyel számolhatott volna, de egy apró koccanás miatt 11. lett. A futam után szerte a médiában szakemberek és újságírók méltatták Schumacher produkcióját. Kiemelték, hogy különösen amiatt értékes az eredmény, hogy a német intermediate gumikkal, vizes pályán volt nagyon gyors, amikor is elhalványulnak az autók közti különbségek és a vezetési tudás kerül előtérbe. A feltámadást látva azonnal megindultak a találgatások, hogy a veterán német hosszabbít 2013-tól, de az istálló cáfolta a híreszteléseket.
Az európai nagydíj időmérőjén, Valenciában Schumacher ismét hozta Rosberg szintjét, ezúttal még elhanyagolhatóbb, kilenc ezredes különbséggel. Rosberggel a 7. és 8. helyen zártak. Michael rajtja nem sikerült jól, de nem ez pecsételte meg a versenyét. A 17. körben kerékcsere után a boxutcából kijövet keresztezte Petrov útját, aki Renault-jával lesodorta az első szárnyat a Mercedesről. Schumacher a plusz kiállás miatt sok időt és mintegy tíz pozíciót vesztett. Végül a 17. helyen zárt, holott tempója alapján a 7. helyen végző Rosberg környékén lett volna a helye. A verseny utáni nyilatkozatában elismerte, hogy az ütközés az ő hibája volt.
A brit nagydíjon kvalifikációján ismét megnőtt a különbség a két német között. Rosberg a 9. lett, Schumacher három-négy tizeddel gyengébb időt futott és a 13. helyet szerezte meg. A versenytempója egyértelműen Schumachernek volt a jobb, ha nem követi el a hibát, akkor nemcsak hogy Rosberg előtt végez, de talán még az egymással szoros csatát vívó Hamiltonra és Massára is veszélyes lett volna. A hiba pedig az volt, hogy a vizes pályán nekicsúszott Kobajasinak, amiért tíz másodperces stop-and-go büntetéssel sújtották. Az ütközésből fakadó hátrányok összességében minimum 30, de reálisabban számolva inkább mintegy 50 másodperc lemaradást okoztak neki (Hamilton és Massa leintéskor 49 másodperccel jártak előtte.) Végül behozta a Mercedest pontszerző, 9. helyen. Csapattársa hatodik lett.
A német nagydíj időmérője megintcsak nem alakult jól a veterán német számára. A Q3-ban mért egyetlen gyors körét alaposan elrontotta, négy tizeddel rosszabbat futott, mint a Q2-ben. Így 1.2 másodperc hátránnyal 10. helyen végzett. Ám ha nem hibázik, a köridők alapján akkor is jó néhány tizeddel elmaradt volna a 6. pozíciót megkaparintó Rosbergtől. A futamon viszont megint Schumacher tűnt gyorsabbnak, aki azonban immár szokványosnak tekinthető módon egy hibával megint megpecsételte versenyének sorsát. Ezúttal gyenge rajtpozíciójából immár Rosberg mögé megérkezve és őt üldözve szélesebb ívről akarta kezdeni az egyik kanyart és a jobb hátsó kerékkel ráhajtott a még nedves műfűre, amin megcsúszott és kiperdült a pályáról. (Rajta kívül Vettel követte még el ugyanezt a hibát, ugyanitt.) A verseny végére visszaverekedte magát Nico mögé, a 7. és 8. helyen értek célba.

## Viták és kritikák
Sokszor megtanultam már, hogy a múltat felhánytorgatják. Szerintem azonban mindenkinek a múltjában vannak fekete foltok. Én tizenöt vagy tizenhat éve vagyok az F1-ben, és azt hiszem, kijelenthetem, az enyémben nincs túl sok, azzal pedig együtt tudok élni, hogy ezt sokan szívesen vitatják.[forrás?]
Hosszú karrierje során Schumacher számos, komoly vitát kiváltó incidens részese volt. Az 1994-es és 1997-es, az egyéni világbajnokság végkimenetelét jelentősen befolyásoló ütközései becsmérlő reakciót váltottak ki a brit médiából, az 1997-es esetért a német és az olasz sajtó is széles körben elítélte.

### A világbajnokságot eldöntő ütközések
Az 1994-es szezonzáró futam, az Adelaide-ben megrendezett ausztrál nagydíj előtt Schumacher egy ponttal vezette a világbajnokságot Damon Hill előtt. A rajt óta az élen haladt, Hill alig lemaradva követte, amikor a 35. körben kicsúszott a pályáról, és a falnak ütötte a jobb első kerekét. Nem ismert, mennyire sérült meg az autója, mindenesetre csökkent sebességgel, de folytatta a versenyt. A következő kanyarban Hill utolérte, és a belső íven megpróbálta megelőzni, amikor összeütköztek. Schumacher autója a levegőbe emelkedett, majd a gumifalba csapódott, és kiesett. Hill autójának bal első felfüggesztése eltört, a kör végén a boxba hajtott, majd ő is feladta a versenyt. Mivel egyik versenyző sem szerzett pontot, Schumacher lett a világbajnok. A versenybírók az esetet szokványos versenybalesetnek minősítették, és nem marasztalták el egyik versenyzőt sem. James Allen 2007-ben a Schumacherről írt életrajzában Max Mosley, az FIA elnöke azt állította, hogy Schumachertől elvették volna vb-címet, ha a mai szabályok lettek volna érvényben 1994-ben.
Az 1997-es idényzáró futam, a jerezi európai nagydíj előtt Schumacher ismét egy ponttal vezetett a világbajnokságban, ezúttal Jacques Villeneuve előtt. Frentzennel együtt hárman pontosan azonos időt autóztak az időmérő edzésen, de Villeneuve indult az élről, mert ő érte el előbb ugyanazt az eredményt. Az első kanyar után Schumacher állt az élen, majd a 48. körben Villeneuve megpróbálta megelőzni a Dry Sack kanyarban. Ekkor Schumacher ráhúzta az autóját a belső íven, előnyösebb pozícióban lévő Villenuvere, jobb első kereke ütközött a másik autó oldalával. Schumacher a kavicságyba sodródott és kiesett, Villeneuve a sérült autójával folytatni tudta a versenyt, és a harmadik helyért járó négy ponttal világbajnok lett. Két héttel a verseny után Schumachert utólag kizárták az 1997-es világbajnokságból, miután az FIA fegyelmi bizottsága megállapította, hogy "Schumacher ösztönös reakciója mögött nem feltételezhető előre megfontoltság vagy rosszindulat, mindazonáltal súlyos hiba volt."
A Nürburgringen tartott 2003-as Európa nagydíj 43. körében Juan Pablo Montoya és Michael Schumacher ütköztek, miközben harcoltak a második helyért. Montoya Schumacher mögött haladt, amíg egymás mellé nem értek a Dunlop kanyarba fordulva. Schumacher Ferrarija belső ívem szűk helyen maradt, és összeért Montoya Williamsével. Schumacher megpördült, a Ferrari hátulja a kavicságyba került, a hátsó kerekei forogtak a kavicsban, Montoya folytatni tudta a versenyt. Három pályabíró és egy tűzoltó a Ferrarit a kanyarból, veszélyes helyről visszatolta a pályára, így Schumacher is célba tudott érni, és ötödik lett, amivel négy pontot szerzett. Többen kérdésesnek tartották, hogy nem kellett volna-e kiinteni fekete zászlóval a német versenyzőt, mivel önerőből nem tudott visszatérni a pályára. Az év végén Schumacher csupán két ponttal nyerte a világbajnoki címet Kimi Räikkönen előtt.

### További incidensek
Az 1998-as brit nagydíj vége előtt két körrel Schumacher vezetett a versenyben, amikor 10 másodperces "stop–and–go" büntetést kapott, mert megelőzött egy másik versenyzőt, amikor a biztonsági autó a pályán volt. Ez a büntetés azt jelenti, hogy a versenyzőnek a boxba kell hajtania, és 10 másodpercre meg kell állnia. A büntetésről szóló értesítést azonban a Ferrari csapat kevesebb, mint 12 körrel a verseny vége előtt kapta kézhez, akkor is írásban, így nem voltak biztosak abban, hogy Schumacher tényleg "stop–and–go" büntetést kapott-e, avagy utólag hozzá fognak adni 10 másodpercet az időeredményéhez. Végül az utolsó kör végén behívták Schumachert a boxba, aki ezzel megnyerte a versenyt, mert a szabályok szerint az éppen futó kört befejezettnek kell tekinteni, ha a versenyző áthalad a bokszutca határvonalán. Megállt 10 másodpercre, majd visszament a pályára megfutni a levezető kört. Így a mögötte haladó versenyzők nem kerültek előnybe vele szemben, holott ez lett volna a büntetés célja. Kezdetben vitatták, hogy eleget tett-e a büntetés követelményeinek, végül helybenhagyták Schumacher győzelmét (a hasonló esetek elkerülésére 1999-től új szabályt vezettek be: ha egy versenyző az utolsó három körben kap kiállásos büntetést, nem hívják ki, hanem 25 másodpercet hozzáadnak az időeredményéhez).
Vitatott esetek történtek Schumacher kárára is: még ugyanabban az évben, 1998-ban, az esős belga nagydíjon David Coulthard hirtelen lassított a versenyben vezető és őt éppen lekörözni készülő Schumacher előtt, aki a rossz látási viszonyok miatt későn vette észre, és hátulról beleütközött. Mindkét versenyző kiesett, majd Schumacher a boxban berohant a McLaren csapat garázsába és azzal vádolta Coulthardot, hogy meg akarta ölni. 2000-ben, szintén a belga nagydíjon Schumacher vezetett az őt keményen támadó Mika Häkkinen előtt. Amikor Ricardo Zonta BAR autóját körözték le, Schumacher az előnytelenebb külső ívre szorult, míg Häkkinen mindkettejük mellett elhaladt.

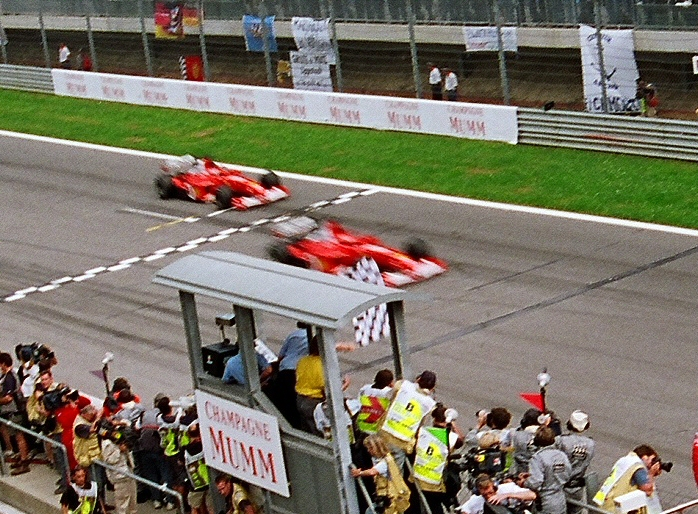
Rubens Barrichello maga elé engedi Schumachert a 2002-es osztrák nagydíj utolsó méterein

A csapatutasítás sosem volt idegen a Formula–1-től, Schumacher ott tartózkodása alatt a Ferrari gyakran részesítette előnyben az egyik versenyzőjét a másikkal szemben. Az egyik rendszerint az első számú pilóta, Schumacher volt. Ez alól kivételt képzett az 1999-es szezon, amikor ő volt köteles segíteni Eddie Irvine-t, miután idényközbeni sérülése után visszatérve már nem volt esélye az egyéni vb-cím megnyerésére. A 2002-es osztrák nagydíjon a Ferrari másik versenyzője, Rubens Barrichello szerezte meg az első rajthelyet, és a versenyt is végig vezette, amikor a csapat utasítására közvetlenül a leintés előtt a célegyenesben lassított, és átadta a győzelmet Schumachernek. Az eset osztatlan haragot váltott ki a szurkolókból, ami tovább fokozódott, mikor a nézők füttykoncertje közepette Schumacher helyet cserélt a dobogón Barrichelloval. Az incidens miatt 1 millió USD-re büntették a Ferrari csapatot. Az idény végén, amikor már biztos volt, hogy Schumacher megnyeri az az évi vb-t, hasonló szituációban átengedte a győzelmet Barrichellónak az amerikai nagydíjon.
Az esetek hatására az FIA betiltotta a verseny végeredményét közvetlenül befolyásoló csapatutasításokat, ennek érdekében nyilvánossá, bárki által hallhatóvá tette a box és a versenyzők közti rádiókommunikációt. Eszközei azonban még így is maradtak a csapatoknak az eredmény befolyásolására, például a boxtaktika valamelyik versenyző kárára történő menet közbeni megváltoztatásával, ahogyan tette azt a Ferrari a 2007-es idényzárón.
Schumacher a Ferrarinál töltött utolsó évében, 2006-ban Fernando Alonsóval küzdött a világbajnoki címért. A monacói nagydíj időmérő edzésének utolsó perceiben, a legjobb idő birtokában a versenyíven La Rascasse-kanyarban megcsúszott, ezért nem tudott befordulni a faltól. Ez a mögötte haladó Alonsot lassításra kényszerítette, aki így elvesztette az esélyét arra, hogy megjavítsa Schumacher idejét. Az edzés után azzal védekezett, hogy technikai problémái voltak, ennek ellenére a rajtrács végére sorolták, és értékes pontokat veszített az Alonso ellen vívott küzdelemben.

## Formula–1-es rekordjai

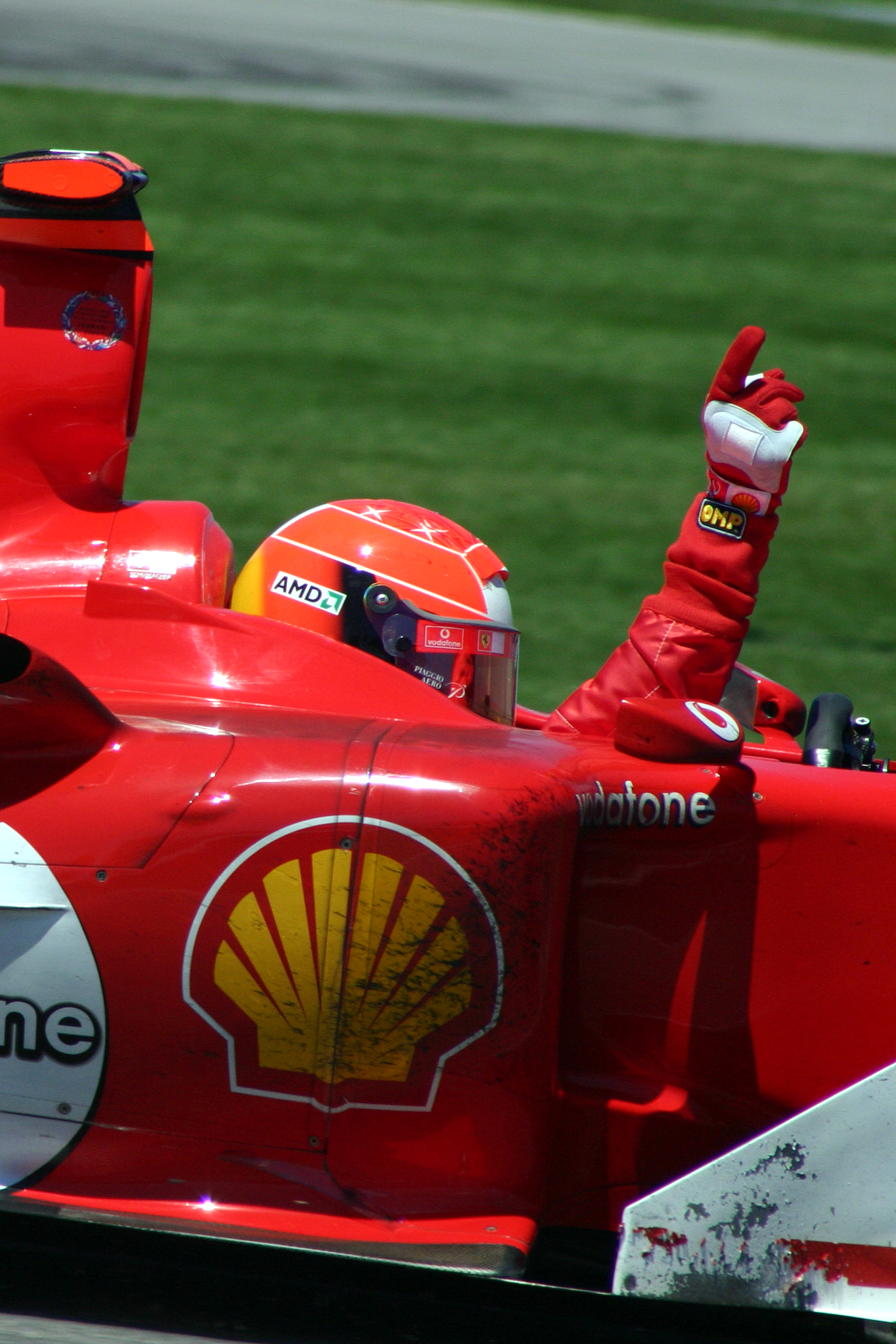
Schumacher egyik futamgyőzelmét ünnepli

Michael Schumacher 15 éves Formula–1-es pályafutása során ezeket a rekordokat állította föl a Formula–1-ben:
| Rekord                                                     | Szám                                         |
| ---------------------------------------------------------- | -------------------------------------------- |
| Világbajnoki címek                                         | 7 (1994, 1995, 2000, 2001, 2002, 2003, 2004) |
| Sorozatban következő világbajnoki címek                    | 5 (2000–2004)                                |
| Győzelem ugyanazon a nagydíjon                             | 8 (Francia)                                  |
| Győzelem ugyanazon a pályán                                | 8 (Magny-Cours)                              |
| Első és utolsó futamgyőzelem között eltelt leghosszabb idő | 14 év, 1 hónap és 2 nap                      |
| Sorozatban következő dobogós helyezések                    | 19 (USA 2001–Japán 2002)                     |
| Leggyorsabb kör                                            | 77                                           |
| Futamgyőzelem egy szezonban                                | 13 (2004)                                    |
| Leggyorsabb kör egy szezonban                              | 10 (2004)                                    |
| Pontok egy szezonban                                       | 148 (2004), 144 (2002)                       |
| Dobogós helyezések egy szezonban                           | 17 (100%) (2002)                             |
| Sorozatban következő évek legalább egy futamgyőzelemmel    | 15 (1992–2006)                               |
| Legkorábban eldőlt világbajnoki cím                        | 2002 – 17-ből a 11. futamon (64,71%)         |

## Magánélet
Michael Schumacher 1991 őszén ismerkedett meg Corinna Betsch-csel (született 1969. március 2-án Helverben, Nyugat-Németországban), Heinz-Harald Frentzen egykori barátnőjével, akit 1995. augusztus 1-jén vett el Kerpen-Manheimben, míg az egyházi szertartást négy nappal később tartották a bonni Petersberg várkápolnájában. Az esküvő megünneplésére nem kerülhetett sor nagy sajtófelhajtás nélkül, ugyanis a házaspár szerződést kötött egy bulvárújsággal az esemény exkluzív közvetítésére. Michaelnek és Corinnának két gyermeke született: Gina-Maria (született 1997. február 20-án) és Mick (született 1999. március 22-én). Újságírók gyakran teszik fel a kérdést a világbajnoknak, szeretné-e, ha fia autóversenyző lenne. Ő erre azt válaszolja, féltené fiát, de ugyanakkor szeretné, ha valaki továbbvinné a Schumacher nevet az autósportban.
Van egy kis elektronikus Ferrarink. Gináé volt, de ő nem nagyon szerette, úgyhogy Mické lett és mindössze egyévesen beleült és elkezdte vezetni. Alig hittem el. Boldog benne. Akkor, amikor járni tanult, elkezdett vezetni is.
A család 1996 óta a svájci Vufflens-le-Château-ban él. 800 és 900 millió frankra becsült vagyonával Schumacher az egyik leggazdagabb svájci lakos. Szabadidejében az FC Echichens futballcsapatában is játszik a második ligában, de néha egyesületének harmadik ligás csapatában is pályára áll. 2006 őszén költöztek be Glandban található új villájukba, amely a Genfi-tó közvetlen közelében található. 1996 és 2006 között a család szívesen időzött egy körülbelül 600 m²-es faházban a norvég Trysilben (Hedmark, Trysilfjellet síterület), hogy a télisportoknak szentelhessék magukat. Még aktív versenyzőként eladta ezt a vidéki birtokot, és ehelyett a francia Alpokban levő Courchevel síparadicsomában vett egy üdülőházat. 2004 elején, nem messze Trysiltól, a svédországi Likenäsben Schumacher találkozott az egykori rally-világbajnok Petter Solberggel. A norvéggal együtt még szintén 2004-ben a svéd rally tesztkeretein belül vállalkozott egy 26 km-es kirándulásra, mely Värmland behavazott erdejei közé vezetett. A Solberg Subaru Impreza WRC-jében való utazást a Ferrarival kötött szerződése miatt ugyan szigorúan titokban kellett tartani, de egy Németországban is ismert norvég napilap, a svájci Motorsport aktuell valamint a Rallye-Magazin is egyaránt nyilvánosságra hozta az eseményt.

### Az UNESCO nagykövete
Az UNESCO speciális nagykövete és ebben a minőségében olyan projekteket indított útjára, mint egy iskola létrehozása Szenegálban, egy klinika felépítése Szarajevóban és egy utcagyerekeket felkaroló központ Peruban. Szerepvállalásáért 2002-ben az UNESCO „A sport bajnoka” címet adományozta neki.

### Díjak
Kétszer nyerte el a Laureus-díjat (2002, 2004), amely egy nemzetközi díj és amelyet a sport Oscar-díjának is neveznek. 2001-ben, 2003-ban és 2005-ben is jelölték a díjra – ennél több jelölést még egy sportoló vagy csapat sem kapott.
Hazájában, Németországban két alkalommal – 1995 és 2004 – választották az év sportolójává.

### Hobbi
Schumacher a gokart megszállottja. Azt mondja, szívében ő mindig is gokartversenyző marad. Másik szenvedélye a labdarúgás. Kiskora óta űzi ezt a sportot. Állítása szerint ehhez a sporthoz nincs akkora tehetsége, mint a vezetéshez. Ennek ellenére a jótékonysági mérkőzéseken fellépő pilótaválogatott csapatkapitánya. Ezeken kívül szeret síelni, motorozni, lovagolni és sziklát mászni.

### A filmvilágban
2006 márciusában bejelentették, hogy egy rövid epizódszerep erejéig feltűnik majd az "Asterix az olimpián" című francia-spanyol-német koprodukcióban készülő filmben, melynek egyik főszereplője a francia Gérard Depardieu. Schumacheren kívül olyan sportolók vesznek részt a filmben, mint Zinédine Zidane, Tony Parker és Jean Todt. A mozifilmet 2008. január 31-én mutatták be az európai mozik.
Ezen kívül a Verdák című amerikai animációs filmben kölcsönözte a hangját a "Michael Schumacher Ferrari" nevű karakternek. A filmben rajta kívül olyan autóversenyzők hangján szólalnak meg a karakterek, mint Mario Andretti, Darrell Waltrip és Dale Earnhardt Jr., de vállalt benne szinkronszerepet Paul Newman színész is, aki csapatvezető volt az amerikai Champ Car versenysorozatban.
2021. szeptember 15-én a Netflixen megjelent a várva várt közel 2 órás dokumentum film az F1-es karrierjéről és magánéletéről.

### Becenevek
Sokszor nevezik „Schumi”-nak – a médiában is –, vagy éppen „Schuey-nak” angol nyelvterületen. A „Schummy” <ejtsd: Sumi> is gyakori megnevezése. Ha keresztnevén szólítják, gyakran angolosan ejtik.

### Síbaleset
2013. december 29-én a délelőtti órákban a franciaországi Méribelben síelés közben súlyos balesetet szenvedett. A szemtanúk feltételezései szerint két sípályát összekötő részen egy kőnek ütközött, amely felrepítette a levegőbe és egy sziklára esett. A balesetnél 14 éves fia, Mick is ott volt. Súlyos sérülésekkel szállították a grenoble-i kórházba. Később elvesztette az eszméletét és kómába esett. Még aznap megoperálták, hogy csökkentsék a nyomást a koponyájában. Másnap, december 30-án ismét megműtötték, és eltávolították a bal agyféltekében keletkezett vérömlenyt. A második műtét után állapota javult, de még mindig életveszélyes volt. A műtétek után mesterséges kómában tartották a hétszeres világbajnokot. Állapotát sok spekuláció övezte, és ezt a hivatalos bejelentések hiánya csak súlyosbította. 97 nappal a balesete után, április 4-én menedzsere, Sabine Kehm nyilatkozatában közölte, hogy Schumacher az ébredés jeleit mutatja. Ezután egy hosszú sajtószünet következett. 170 nappal a balesete után, 2014. június 16-án, bejelentették, hogy Schumacher felébredt a kómából, és elhagyhatta a grenoble-i kórházat. Átszállították a svájci Lausanne-ba, ahol a helyi egyetemi kórházban folytatódott a rehabilitációja.
2014 szeptemberében elhagyta a kórházat és otthonában folytatta rehabilitációját. Novemberben sajtóhírek szerint ugyan már képes volt tolókocsi segítségével közlekeni, azonban beszélni nem tudott és problémák voltak emlékezetével. 2015 májusában menedzsere, Sabine Kehm, megosztotta, hogy az autóversenyző állapota lassan javult. 2016 szeptemberében, egy bíróságon feltett kérdésre Schumacher ügyvéde azt válaszolta, hogy ügyfele „nem tud járni.” Ez azt követően történt, hogy a Die Bunte magazinban megjelent egy cikk, hogy az autóversenyző újra tudott járni. Jean Todt, a Ferrari korábbi csapatvezetője 2019 júliusában megosztotta, hogy Schumacher állapota egyre jobb lett, de még mindig voltak problémái kommunikációval. Szeptemberben ismét kórházba került Párizsban, hogy átessen egy sejtműtéten. A folyamat után a kórház munkatársai szerint öntudatánál volt.
Schumacher családja nem osztott meg sok információt állapotáról a síbaleset óta, így az autóversenyzőt tizenegy éve nem is látta senki nyilvánosan. 2023-ban a Die Aktuelle megosztott egy cikket, ami elmondásuk szerint az első interjú volt Schumacherrel a baleset óta. Később kiderült, hogy a válaszokat mesterséges intelligenciával hozták létre, a felelős szerkesztőt kirúgta az újság.

## Teljes Formula–1-es eredménysorozata
(Táblázat értelmezése)

(Félkövér: pole-pozícióból indult; dőlt: leggyorsabb kört futott) 

| Év   | Csapat   | 1      | 2      | 3      | 4      | 5      | 6      | 7      | 8       | 9       | 10      | 11      | 12      | 13      | 14      | 15     | 16     | 17      | 18     | 19     | 20    | Helyezés | Pont |
| ---- | -------- | ------ | ------ | ------ | ------ | ------ | ------ | ------ | ------- | ------- | ------- | ------- | ------- | ------- | ------- | ------ | ------ | ------- | ------ | ------ | ----- | -------- | ---- |
| 1991 | Jordan   | '      | '      | '      | '      | '      | '      | '      | '       | '       | '       | BEL Ki  | '       | '       | '       | '      | '      | '       | '      | '      | '     | 14.      | 4    |
| 1991 | Benetton | '      | '      | '      | '      | '      | '      | '      | '       | '       | '       | '       | ITA 5   | POR 6   | ESP 6   | JPN Ki | AUS Ki |         |        |        |       | 14.      | 4    |
| 1992 | Benetton | RSA 4  | MEX 3  | BRA 3  | ESP 2  | SMR Ki | MON 4  | CAN 2  | FRA Ki  | GBR 4   | GER 3   | HUN Ki  | BEL 1   | ITA 3   | POR 7   | JPN Ki | AUS 2  |         |        |        |       | 3.       | 53   |
| 1993 | Benetton | RSA Ki | BRA 3  | EUR Ki | SMR 2  | ESP 3  | MON Ki | CAN 2  | FRA 3   | GBR 2   | GER 2   | HUN Ki  | BEL 2   | ITA Ki  | POR 1   | JPN Ki | AUS Ki |         |        |        |       | 4.       | 52   |
| 1994 | Benetton | BRA 1  | PAC 1  | SMR 1  | MON 1  | ESP 2  | CAN 1  | FRA 1  | GBR Kiz | GER Ki  | HUN 1   | BEL Kiz | ITA Kiz | POR Kiz | EUR 1   | JPN 2  | AUS Ki |         |        |        |       | 1.       | 92   |
| 1995 | Benetton | BRA 1  | ARG 3  | SMR Ki | ESP 1  | MON 1  | CAN 5  | FRA 1  | GBR Ki  | GER 1   | HUN 11  | BEL 1   | ITA Ki  | POR 2   | EUR 1   | PAC 1  | JPN 1  | AUS Ki  |        |        |       | 1.       | 102  |
| 1996 | Ferrari  | AUS Ki | BRA 3  | ARG Ki | EUR 2  | SMR 2  | MON Ki | ESP 1  | CAN Ki  | FRA Ni  | GBR Ki  | GER 4   | HUN 9   | BEL 1   | ITA 1   | POR 3  | JPN 2  |         |        |        |       | 3.       | 59   |
| 1997 | Ferrari  | AUS 2  | BRA 5  | ARG Ki | SMR 2  | MON 1  | ESP 4  | CAN 1  | FRA 1   | GBR Ki  | GER 2   | HUN 4   | BEL 1   | ITA 6   | AUT 6   | LUX Ki | JPN 1  | EUR Ki  |        |        |       | KIZ      | 0    |
| 1998 | Ferrari  | AUS Ki | BRA 3  | ARG 1  | SMR 2  | ESP 3  | MON 10 | CAN 1  | FRA 1   | GBR 1   | AUT 3   | GER 5   | HUN 1   | BEL Ki  | ITA 1   | LUX 2  | JPN Ki |         |        |        |       | 2.       | 86   |
| 1999 | Ferrari  | AUS 8  | BRA 2  | SMR 1  | MON 1  | ESP 3  | CAN Ki | FRA 5  | GBR Ni  | AUT Sér | GER Sér | HUN Sér | BEL Sér | ITA Sér | EUR Sér | MAL 2  | JPN 2  |         |        |        |       | 5.       | 44   |
| 2000 | Ferrari  | AUS 1  | BRA 1  | SMR 1  | GBR 3  | ESP 5  | EUR 1  | MON Ki | CAN 1   | FRA Ki  | AUT Ki  | GER Ki  | HUN 2   | BEL 2   | ITA 1   | USA 1  | JPN 1  | MAL 1   |        |        |       | 1.       | 108  |
| 2001 | Ferrari  | AUS 1  | MAL 1  | BRA 2  | SMR Ki | ESP 1  | AUT 2  | MON 1  | CAN 2   | EUR 1   | FRA 1   | GBR 2   | GER Ki  | HUN 1   | BEL 1   | ITA 4  | USA 2  | JPN 1   |        |        |       | 1.       | 123  |
| 2002 | Ferrari  | AUS 1  | MAL 3  | BRA 1  | SMR 1  | ESP 1  | AUT 1  | MON 2  | CAN 1   | EUR 2   | GBR 1   | FRA 1   | GER 1   | HUN 2   | BEL 1   | ITA 2  | USA 2  | JPN 1   |        |        |       | 1.       | 144  |
| 2003 | Ferrari  | AUS 4  | MAL 6  | BRA Ki | SMR 1  | ESP 1  | AUT 1  | MON 3  | CAN 1   | EUR 5   | FRA 3   | GBR 4   | GER 7   | HUN 8   | ITA 1   | USA 1  | JPN 8  |         |        |        |       | 1.       | 93   |
| 2004 | Ferrari  | AUS 1  | MAL 1  | BHR 1  | SMR 1  | ESP 1  | MON Ki | EUR 1  | CAN 1   | USA 1   | FRA 1   | GBR 1   | GER 1   | HUN 1   | BEL 2   | ITA 2  | CHN 12 | JPN 1   | BRA 7  |        |       | 1.       | 148  |
| 2005 | Ferrari  | AUS Ki | MAL 7  | BHR Ki | SMR 2  | ESP Ki | MON 7  | EUR 5  | CAN 2   | USA 1   | FRA 3   | GBR 6   | GER 5   | HUN 2   | TUR Ki  | ITA 10 | BEL Ki | BRA 4   | JPN 7  | CHN Ki |       | 3.       | 62   |
| 2006 | Ferrari  | BHR 2  | MAL 6  | AUS Ki | SMR 1  | EUR 1  | ESP 2  | MON 5  | GBR 2   | CAN 2   | USA 1   | FRA 1   | GER 1   | HUN 8†  | TUR 3   | ITA 1  | CHN 1  | JPN Ki  | BRA 4  |        |       | 2.       | 121  |
| 2010 | Mercedes | BHR 6  | AUS 10 | MAL Ki | CHN 10 | ESP 4  | MON 12 | TUR 4  | CAN 11  | EUR 15  | GBR 9   | GER 9   | HUN 11  | BEL 7   | ITA 9   | SIN 13 | JPN 6  | KOR 4   | BRA 7  | UAE Ki |       | 9.       | 72   |
| 2011 | Mercedes | AUS Ki | MAL 9  | CHN 8  | TUR 12 | ESP 6  | MON Ki | CAN 4  | EUR 17  | GBR 9   | GER 8   | HUN Ki  | BEL 5   | ITA 5   | SIN Ki  | JPN 6  | KOR Ki | IND 5   | UAE 7  | BRA 15 |       | 8.       | 76   |
| 2012 | Mercedes | AUS Ki | MAL 10 | CHN Ki | BHR 10 | ESP Ki | MON Ki | CAN Ki | EUR 3   | GBR 7   | GER 7   | HUN Ki  | BEL 7   | ITA 6   | SIN Ki  | JPN 11 | KOR 13 | IND 22† | UAE 11 | USA 16 | BRA 7 | 13.      | 49   |

†: Nem fejezte be a versenyt, de helyezését értékelték, mivel teljesítette a futam több, mint 90%-át.